# سيارة إسعاف

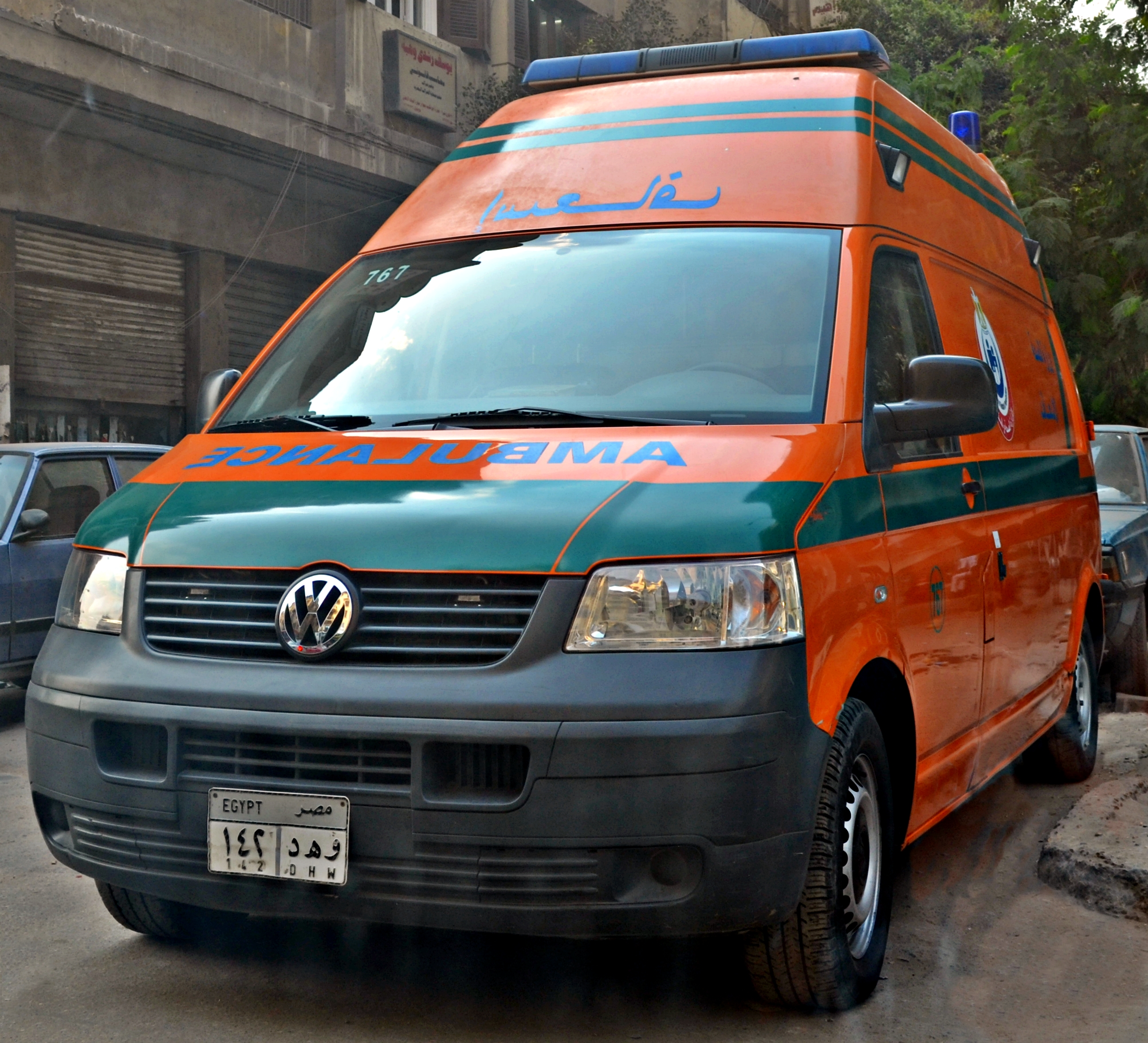
سيارة إسعاف في مصر.

سيارة الإسعاف أو السَّاعِفَة هي السيارة التي تقوم بتقديم الإسعافات الأولية والعلاج للمريض أثناء نقله للمستشفى وقبيل دخوله إليها، وواجباتها هي تقديم العلاج للمصابين أو المرضى في الحالات الطارئة وأيضا نقلهم إلى مراكز الرعاية الصحية من مستشفيات ومستوصفات طبية، والمعروف عن سيارة الإسعاف أن لها الأولوية في السير على الطرقات وعدم الوقوف على إشارات المرور في حالات الإسعاف وذلك بقيام سيارة الإسعاف بإطلاق التمويض بالأضواء والتحذير الصوتي عبر صفارات الإنذار لتسهيل حركتها من خلال حركة المرور.
وتشارك سيارة الإسعاف والدراجات الهوائية والنارية، والسيارات، والطائرات العمودية، والطائرات ثابتة الجناح، والقوارب، وحتى السفن أحيانا مهام الوصول للمستشفيات.

## التسمية

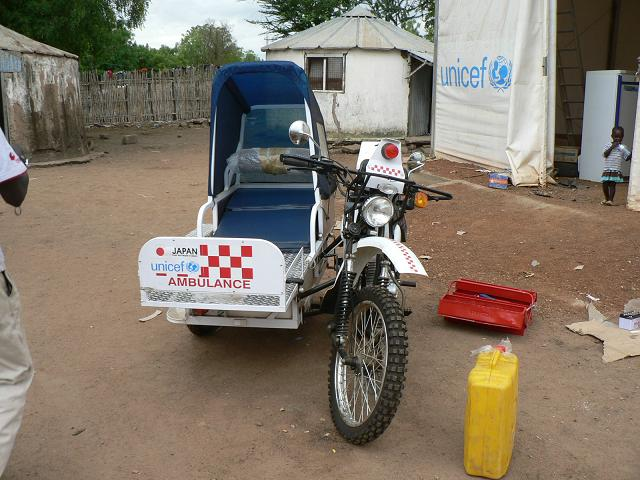
دراجه هوائية خاصة للاسعاف في السودان

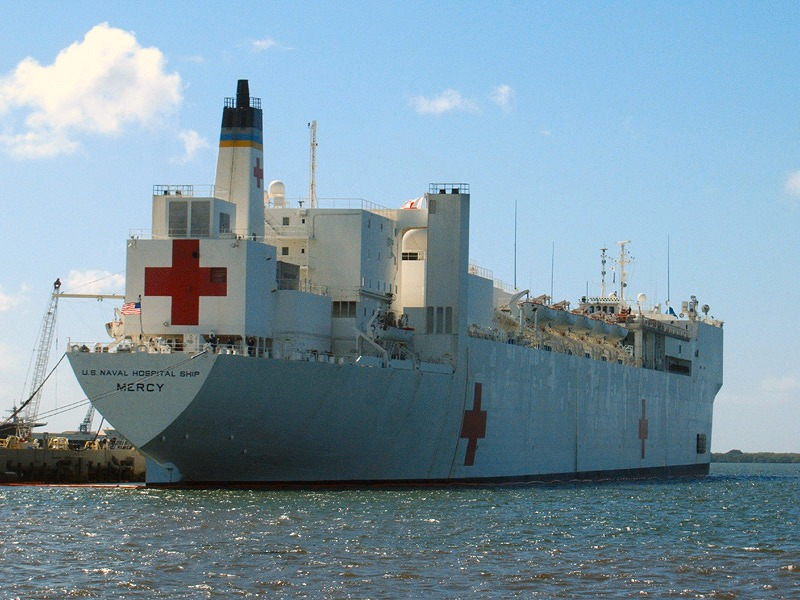
سفينة اسعاف تابعة للبحرية الأمريكية

سيارة الإسعاف أو (باللاتينية: Ambulance) تعني «الحركة» أو «السير» في إشارة إلى تقديم الرعاية الطبية المستعجلة في وقت مبكر حيث المرضى الذين نقلوا من خلال نقل أو رفع أو حركة، والكلمة تعني في الأصل مستشفى متحرك، والذي يتبع عادة الجيش في تحركاته، ففي خلال الحرب الأهلية الأمريكية قُدمت عربات الإسعاف لنقل جرحى الحرب. وفي الحرب الفرنسية البروسية في عام 1870 وأيضا في الحرب الصربية التركية قامت عربات الإسعاف بعمل مهم في نقل الجرحى والمصابين من أرض المعركة، وفي حرب القرم سنة 1876 قامت سيارات الإسعاف بنقل حوالي 1854 مصاب.
تكون سيارات الإسعاف في أغلب الأحيان مجهزة بالأدوات اللازمة لتقديم الإسعافات للمصابين ويرافقها بعض الأطباء والممرضين أو المتطوعين الذين قاموا بدورات إسعافات أولية وطبية.

## التاريخ

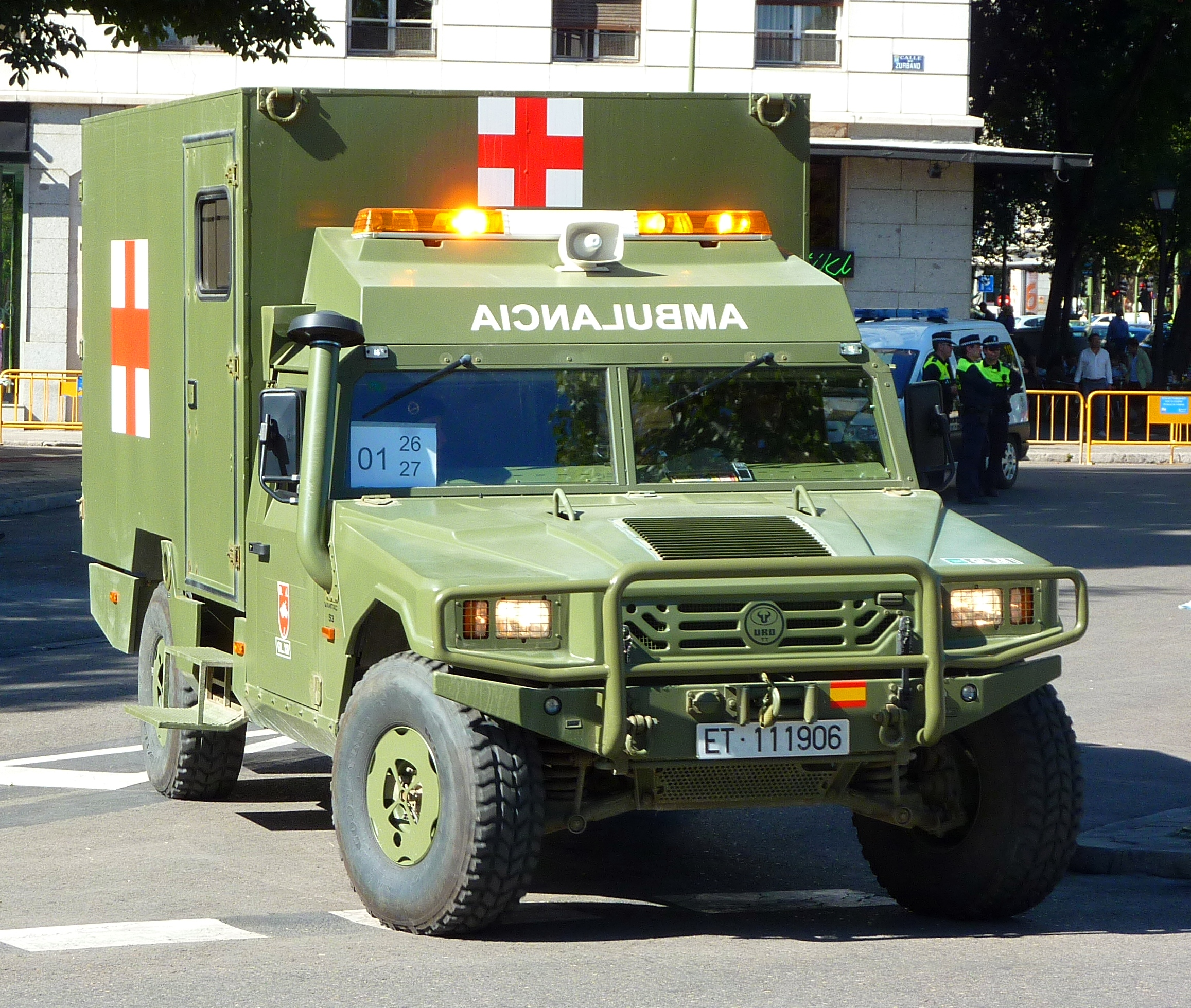
سيارة اسعاف عسكرية تابعة للجيش الإسباني

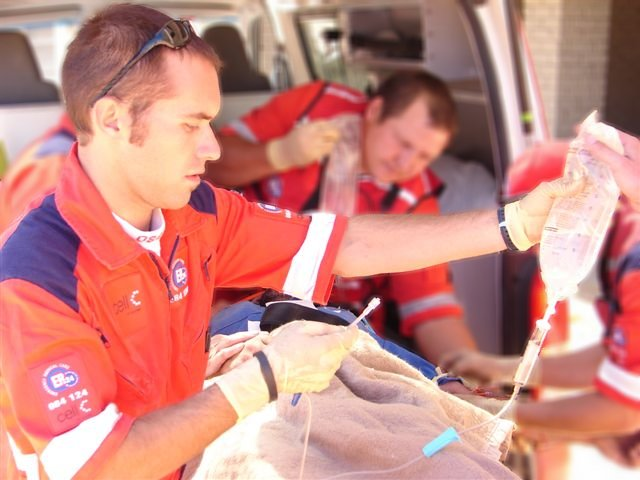
أحد فرق الإسعاف وهو يقوم بتقديم الإسعافات للمصابين

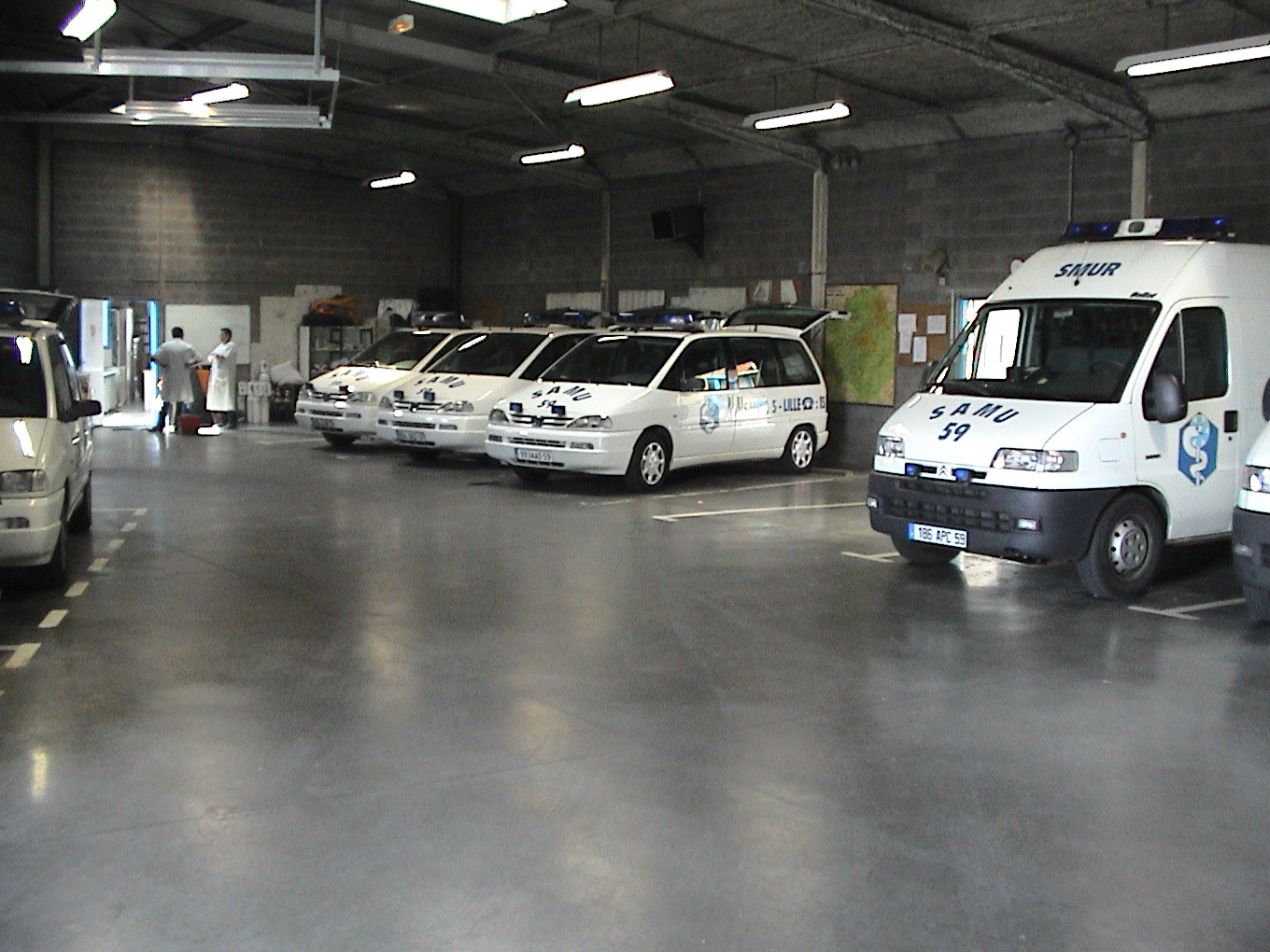
سيارات الإسعاف الفرنسية

تاريخ الإسعاف بدأ في العصور القديمة، مع استخدام عربات الخيل؛ لنقل المرضى، وكان أول استخدام لسيارات الإسعاف لنقل حالات الطوارئ في عام 1487 من قبل الإسبان، وتطورت سيارة الإسعاف لتكون حاجة ضرورية لنقل المصابين في جميع أنحاء العالم، وتتزود بأحدث التكنولوجيا مع كل مرحلة من التطورات البشرية. وأدت التطورات في التكنولوجيا طوال القرنين التاسع عشر والعشرين إلى سيارات الإسعاف الحديثة التي تعمل بالطاقة الذاتية

## الوظائف
تقوم سيارة الإسعاف بعدة وظائف منها:

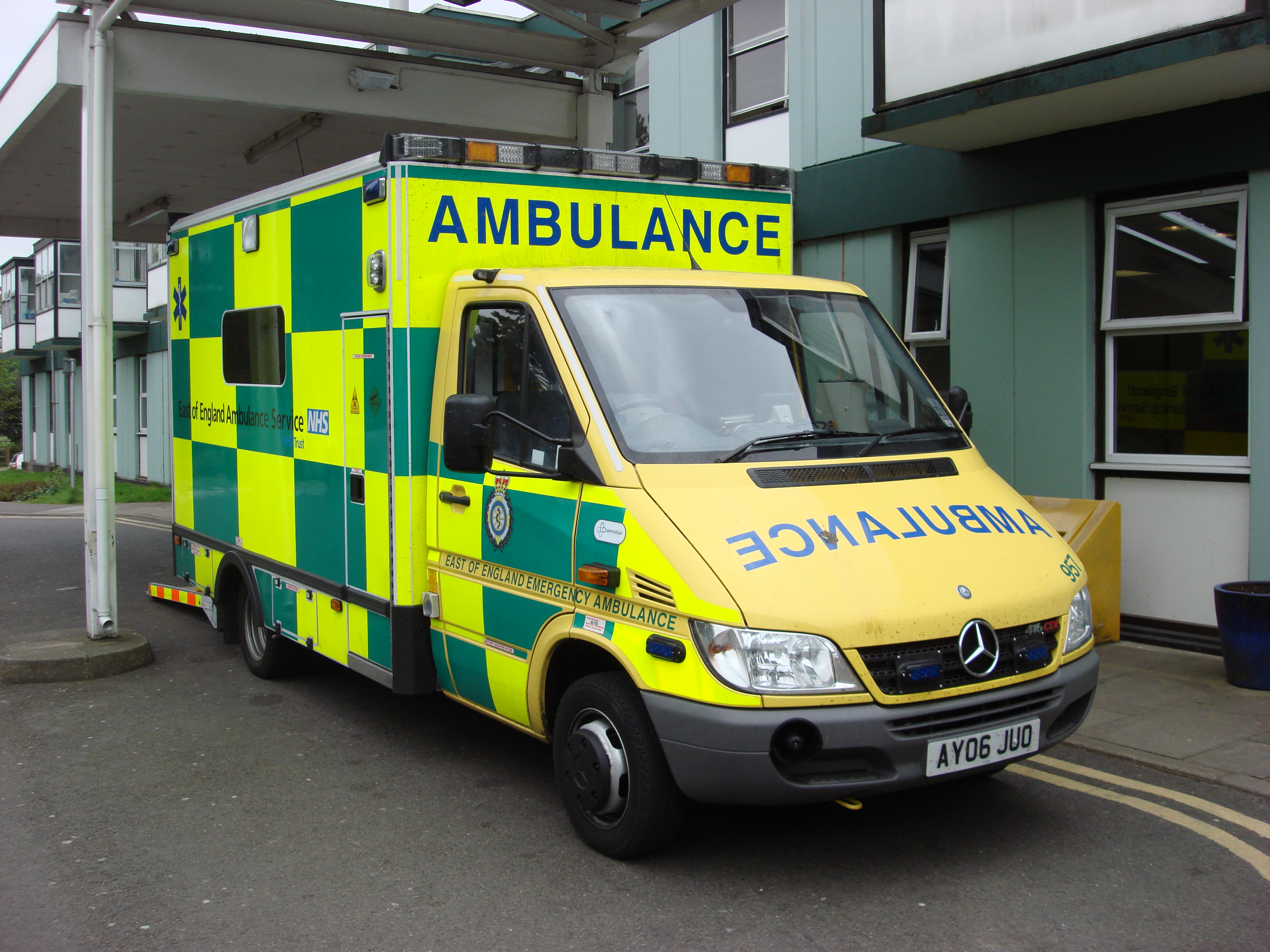
سيارة الإسعاف معمول بها في شرق إنجلترا

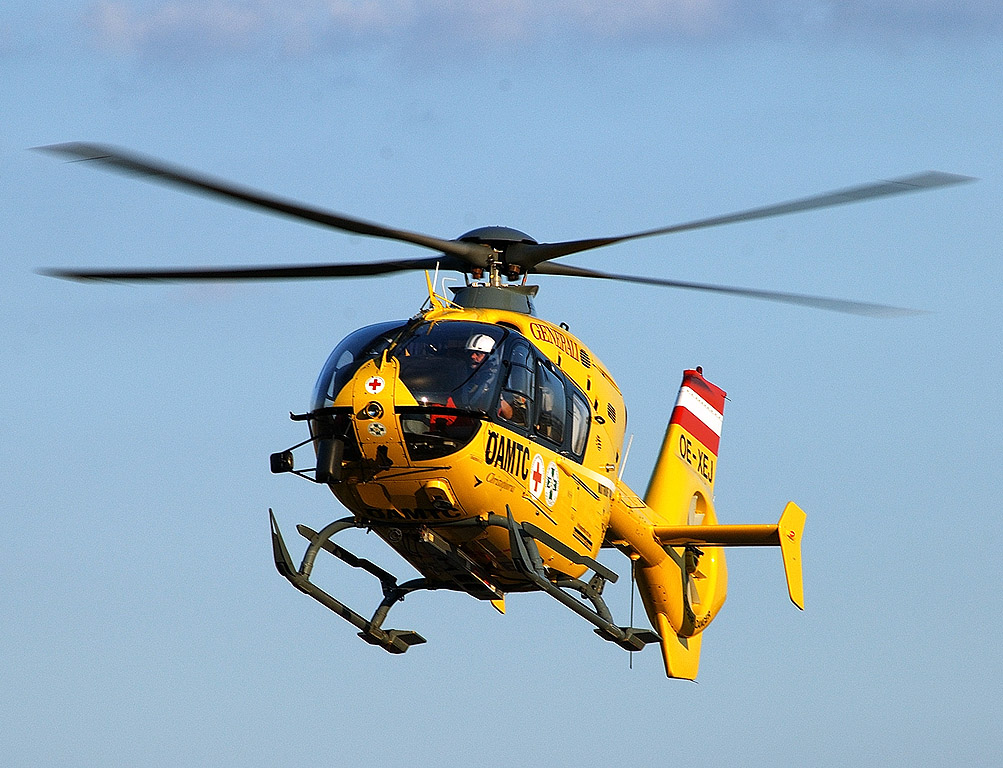
طائرة هليوكوبتر مخصصة للأسعاف في أستراليا

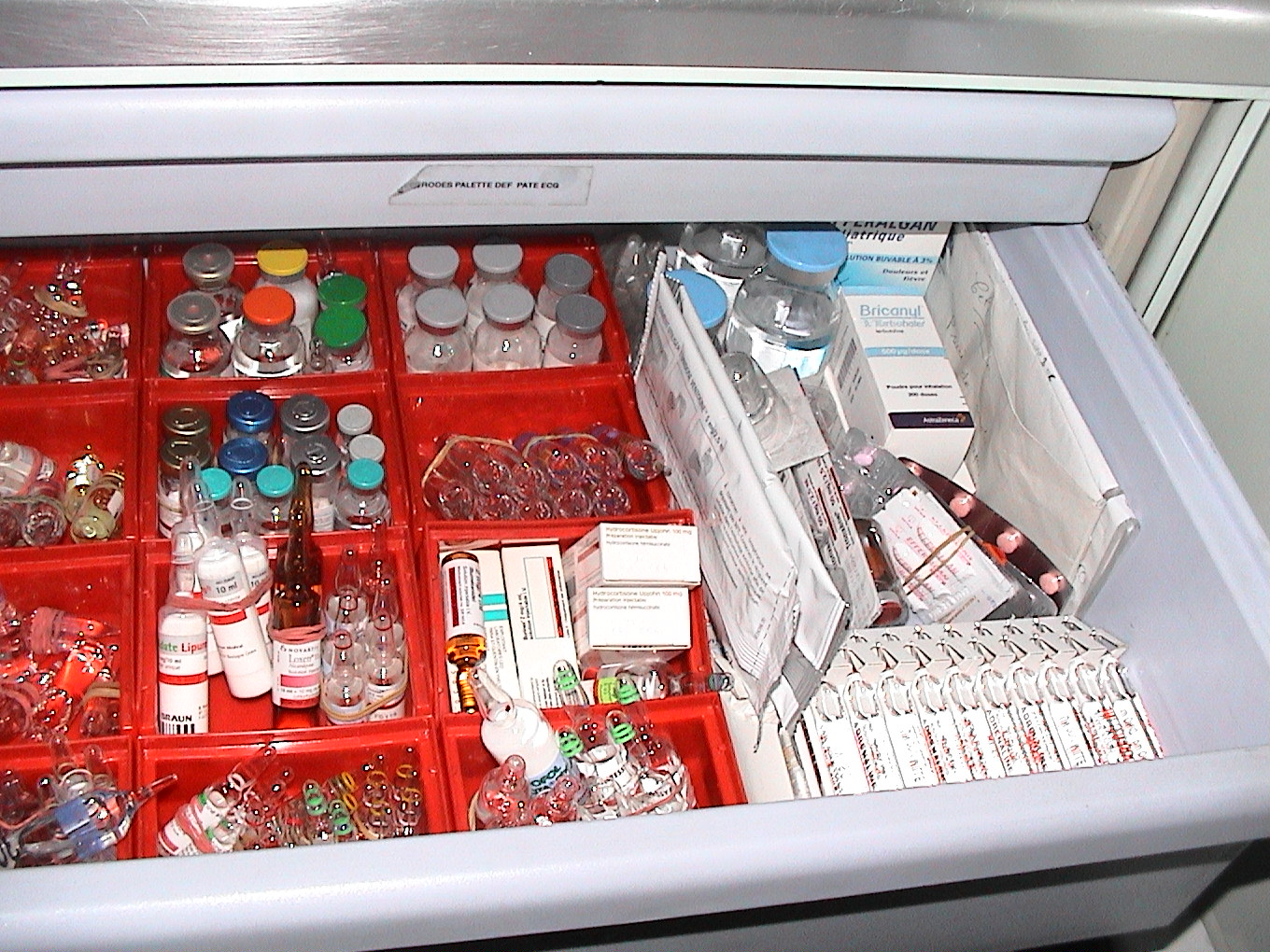
الأدوية في سيارة الإسعاف

- سيارة إسعاف لنقل المرضى بين أماكن العلاج الطبي، مثل مستشفى أو مركز غسيل الكلى، لعدم وجود الرعاية العاجلة، ويمكن أن تكون سيارة الإسعاف هذه شاحنة أوحافلة أو غيرها من المركبات.
- وحدة الرد السريع : وهي السيارة التي تستخدم للوصول إلى المريض في حالة الاعتلال الحاد على وجه السرعة وتوفير الرعاية الصحية على الساحة، لكنها تفتقر إلى القدرة على نقل المريض من مكان الحادث. هذه يمكن أن تكون مجموعة واسعة من المركبات، من السيارات القياسية، أو الدراجات النارية أو الهوائية وحتى الدرون.
- الإسعافات الخيرية : ولها نوع خاص من سيارات الإسعاف لنقل المرضى يتم توفيرها من قبل جمعيات خيرية لغرض أخذ الأطفال المرضى أو كبار السن في رحلات أو العطلات بعيدا عن المستشفيات ودور العجزة أو دور الرعاية، ومن الذين تقدم لهم الرعاية على المدى الطويل. مثل سيارة «الجامبلانس» (بالإنجليزية: Jumbulance)‏ في المملكة المتحدة، وهذه عادة ما تستند على السيارات الكبيرة والحافلات.[12]
- الإسعاف البدني - هو نوع خاص من سيارة الإسعاف لنقل المرضى مصمم للمرضى يعانون من السمنة المفرطة للغاية مجهزة بالأدوات المناسبة لنقل وإدارة هؤلاء المرضى.

## أنواع المركبات
في الولايات المتحدة، توجد أربعة أنواع من سيارات الإسعاف. هناك النوع الأول، والنوع الثاني، والنوع الثالث والنوع الرابع.
- النوع الأول عبارة عن شاحنة ثقيلة تستخدم في المقام الأول لتقديم دعم الحياة المتقدم وفي عمليات الإنقاذ.
- النوع الثاني عبارة عن شاحنة صغيرة مع بعض التعديلات القليلة باستثناء السقف المرتفع. يستخدم هذا النوع لتفديم دعم الحياة الأساسي ونقل المرضى.
- النوع الثالث عبارة عن شاحنة صغيرة مع وجود مقصورة خلفية مخصصة ولها نفس استخدام سيارات الإسعاف من النوع الأول.
- النوع الرابع هو مسمى لنقل المرضى بشكل أكثر تخصيصًا باستخدام مركبات صغيرة الحجم في حالة مواجهة سيارات الركاب والشاحنات صعوبة في العبور، مثل المجمعات الصناعية الكبيرة والأماكن التجارية والمناسبات الخاصة مع الحشود الكبيرة. وهذه لا تقع عموما تحت اللوائح الاتحادية.[13][14][15]

يمكن تصنيف سيارات الإسعاف إلى أنواع عديدة اعتمادًا على نوع المركبة، على الرغم من امكانية استخدام الأنواع الأخرى كسيارات إسعاف مؤقتة في حالات الطوارئ والكوارث:
- سيارة إسعاف أمريكية حديثة مبنية على هيكل شاحنة فورد F-450

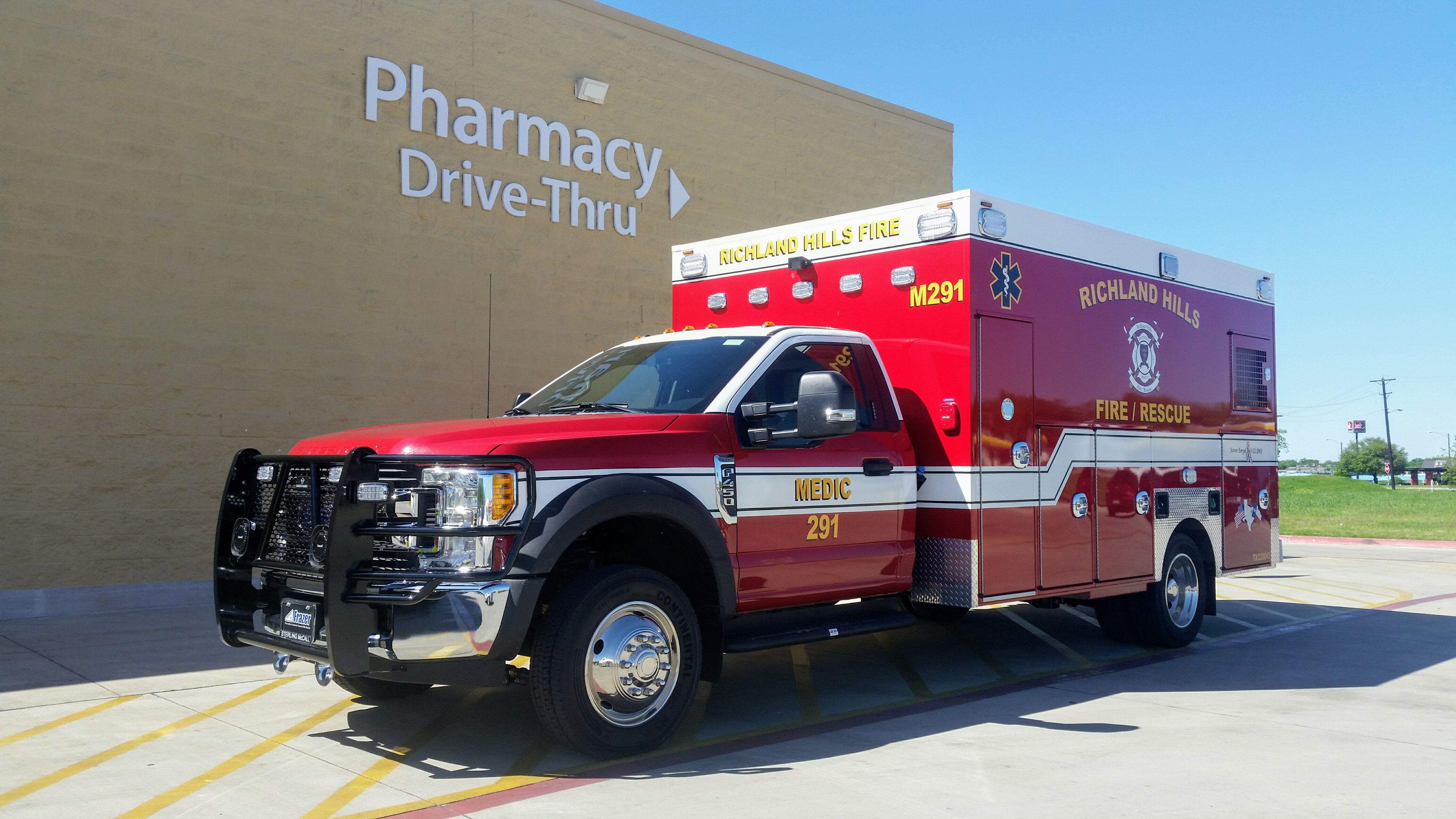
سيارة إسعاف أمريكية حديثة مبنية على هيكل شاحنة فورد F-450

- الشاحنة أو سيارة النصف نقل - سيارة إسعاف نموذجية تكون على هيئة شاحنة كبيرة أو صغيرة، ثم يتم تعديل هذا الهيكل إلى تصاميم ومواصفات المشتري.
- سيارات الدفع الرباعي - تستخدم إما للاستجابة السريعة[10] في حالات الإنقاذ أو للمرضى الذين يمكنهم الجلوس، وتتمتع تلك السيارات بالمواصفات القياسية لتقديم خدمات الإنقاذ الخدمة. قد تستطيع بعض السيارات أن تأخذ نقالة بها مريض راقد، ولكن هذا غالبا ما يتطلب إزالة مقعد الراكب الأمامي، أو استخدام سيارة طويلة خاصة. وكثيرا ما يكون هذا هو الحال مع سيارات الإسعاف القديمة، والتي تم تحويلها، كي تكون قادرة على قبول جسم الإنسان في وضعية الاستلقاء.
- الدراجة النارية - في المناطق المتقدمة، تستخدم هذه للاستجابة السريعة في حالات الطوارئ[16] لامكانها الانتقال خلال حركة المرور الكثيفة أسرع بكثير من السيارات أو الشاحنات. يمكن أن تنقل الدراجات النارية المرضى باستخدام النقالات أو المقطورات.[17][18] انظر أيضًا سيارة إسعاف للدراجات النارية.
- الدراجات - تستخدم للاستجابة، ولكن عادة في المناطق المخصصة للمشاة فقط حيث تجد المركبات الكبيرة صعوبة في الوصول.[19][20] مثل سيارة إسعاف الدراجة النارية، قد ترتبط الدراجة بمقطورة لنقل المرضى، كما يحدث في معظم أرجاء العالم النامي.[21] انظر أيضًا سيارة إسعاف الدراجات.
- مركبة جميع التضاريس ATVS - على سبيل المثال الدراجات رباعية الدفع. وتستخدم هذه لحالات الإنقاذ في الطرق الوعرة،[22] وخاصة في الأحداث المقامة هناك. يمكن تعديل تلك المركبات لتحمل نقالة، وتستخدم لمهام الإنقاذ في المناطق الجبلية التي يتعذر الوصول إليها.
- عربة الغولف أو السيارة الكهربائية - تستخدم للاستجابة السريعة في الأحداث الهامة[23] أو في الحرم الجامعي. تستخدم تلك المركبة لنفس وظائف مركبة جميع التضاريس، مع قدرة أقل على السير فيالتضاريس الوعرة، ولكن مع إحداث ضوضاء أقل.
- الهليكوبتر أو المروحية - تستخدم عادة للرعاية الطارئة، إما في الأماكن التي يتعذر الوصول إليها عن طريق البر، أو في المناطق التي يكون عامل السرعة فيها جوهريًا، لأنها قادرة على السفر بشكل أسرع بكثير من سيارات الإسعاف البرية.[24] يمكنك معرفة المزيد من خلال موضوع إسعاف جوي.
- الطائرات ثابتة الجناحين - يمكن استخدامها في حالات الطوارئ الحادة في المناطق النائية (كما هو الحال في أستراليا، حيث يستخدم مصطلح «الأطباء الطائرون»)[25] لنقل المرضى على مسافات طويلة (على سبيل المثال النقل بين المستشفيات البعيدة).[26] يمكنك معرفة المزيد من التفاصيل عن الطائرات ثابتة الجناحين خلال موضوع (إسعاف جوي).
- القوارب - يمكن استخدام القوارب لتكون سيارات إسعاف، وخاصة في مناطق الجزر[27] أو في المناطق التي بها عدد كبير من القنوات، مثل سيارات الإسعاف المائية في البندقية. بعض قوارب النجاة أوالانقاذ البحري والسفن قد تناسب مواصفات سيارات الإسعاف كما أنها تستخدم لنقل المصابين.
- الحافلات - في بعض الحالات، يمكن استخدام الحافلات للنقل المتعدد الإصابات، إما لأغراض نقل المرضى لمسافات طويلة،[12] في الحوادث الكبرى، أو للتعامل مع مشاكل محددة مثل نقل السكارى في مراكز البلد.[28][29] يمكنك معرفة المزيد عن إسعاف الحافلات في مقالة إسعاف الحافلات.
- المقطورة - يمكن استخدام المقطورة في بعض الحالات، والتي يمكن سحبها وراء مركبة ذاتية الدفع ويُتاح ذلك في المناطق التي لا تتاح لها سوى إمكانية الوصول إلى المركبات، مثل الجزر الصغيرة.[30]
- عربات الأحصنة - تعتبر من وسائل النقل التقليدية وخاصة في المناطق النامية من العالم، وتستخدم بنفس الطريقة تمامًا مثل الدراجات النارية أو الدراجة النقالة لنقل المصابين إلى العيادة المحلية.
- قطار المستشفى - استخدمت قطارات المستشفى قديمًا لنقل أعداد كبيرة من الجنود المصابين.[31] على غرار أنواع الإسعاف الأخرى، كما تطور الطب الغربي، اكتسبت قطارات المستشفى القدرة على توفير العلاج. وفي بعض المناطق الريفية، تعمل قطارات المستشفيات الآن كمستشفيات متنقلة، تسافر بالسكك الحديدية من مكان إلى آخر، ثم تقف على جانب جانبي لتوفير خدمات المستشفيات للسكان المحليين. كما يمكن استخدام قطارات المستشفيات أيضًا في الاستجابة للكوارث.[32]
- سيارات الإطفاء - تدرب خدمات الإطفاء في كثير من الأحيان (وخاصة في أمريكا الشمالية) رجال الإطفاء على طب الطوارئ وتحمل معظم تلك المركبات الإمدادات الطبية الأساسية على الأقل. لكن لا يسمح تصميم تلك المركبات بنقل المرضى.

## صور أنواع طرق الإسعاف

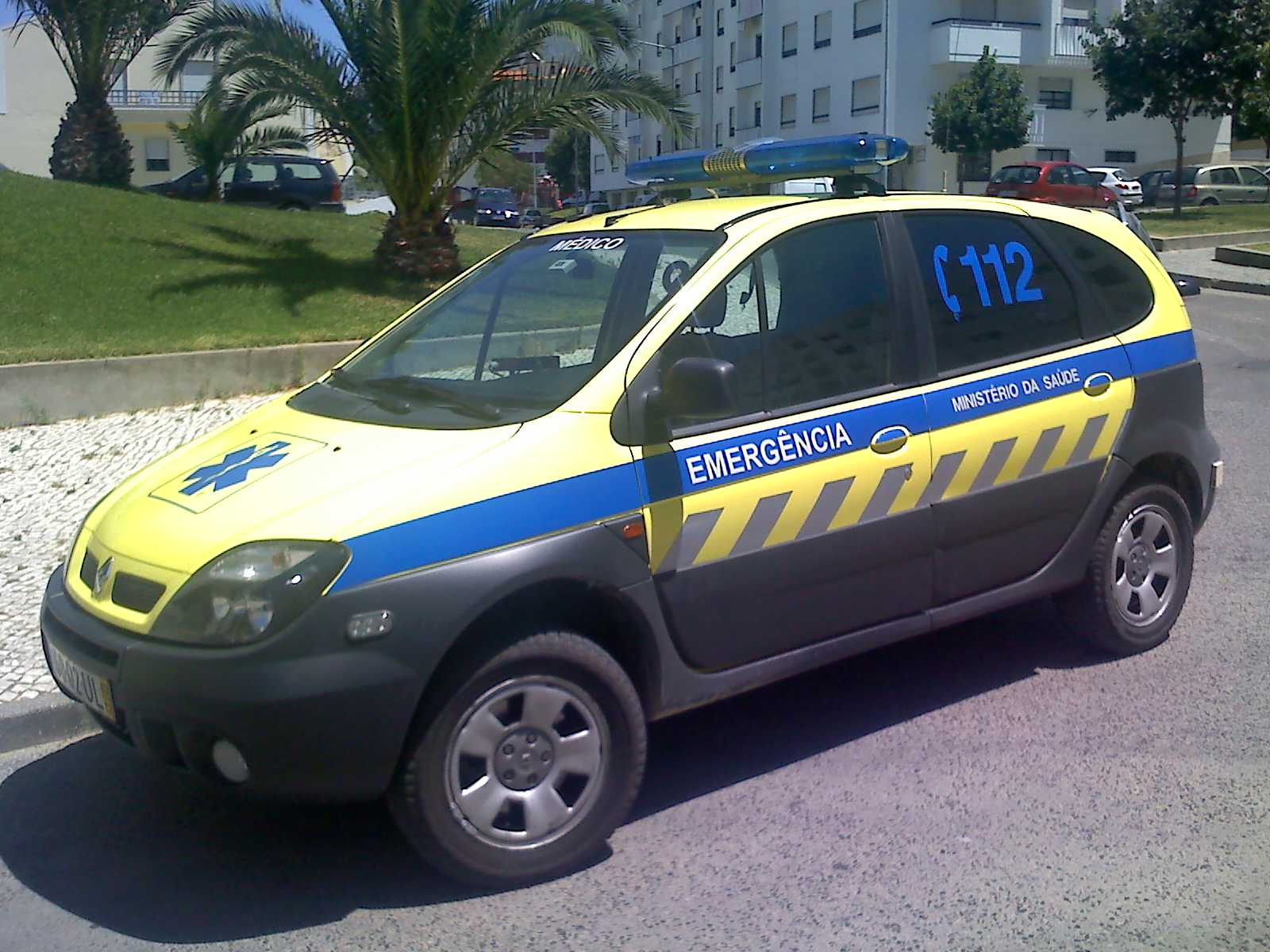
إحدى عربات الإسعاف السريع بالبرتغال
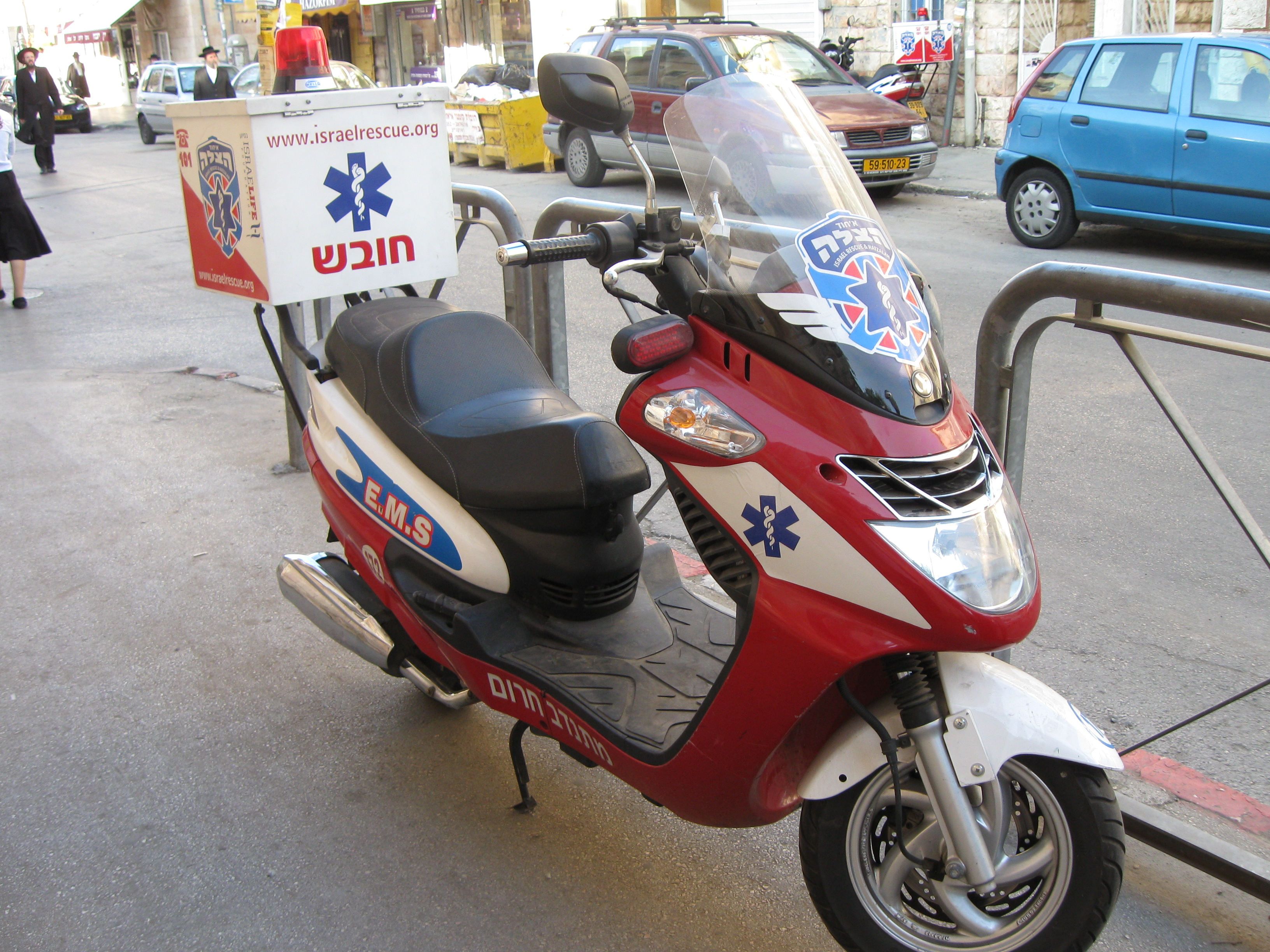
إسعاف الدراجات النارية في إسرائيل
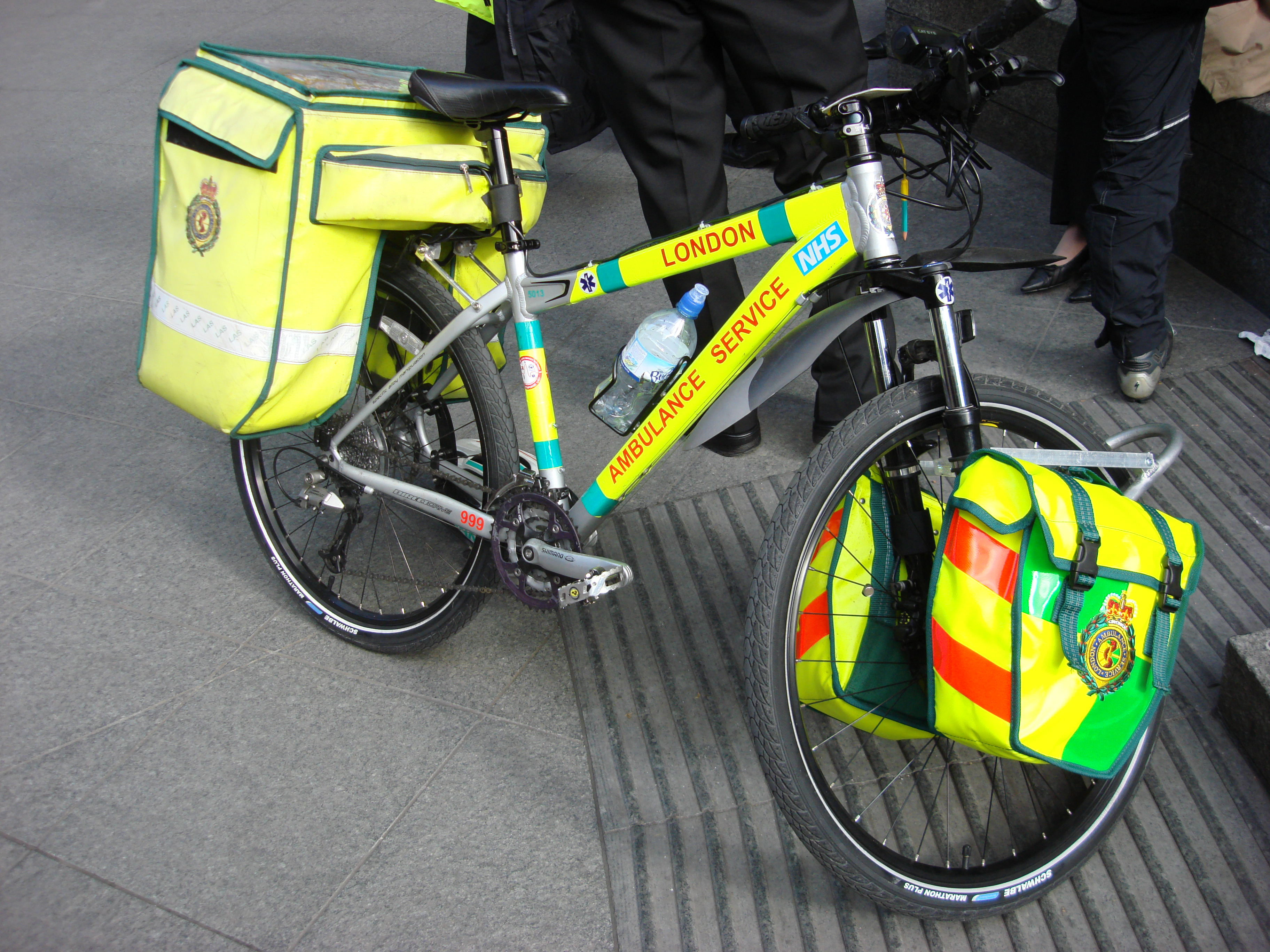
في المدن الكبيرة المزدحمة، قد يسافر المسعفون بالدراجة، مثل سيارة الإسعاف هذه في لندن
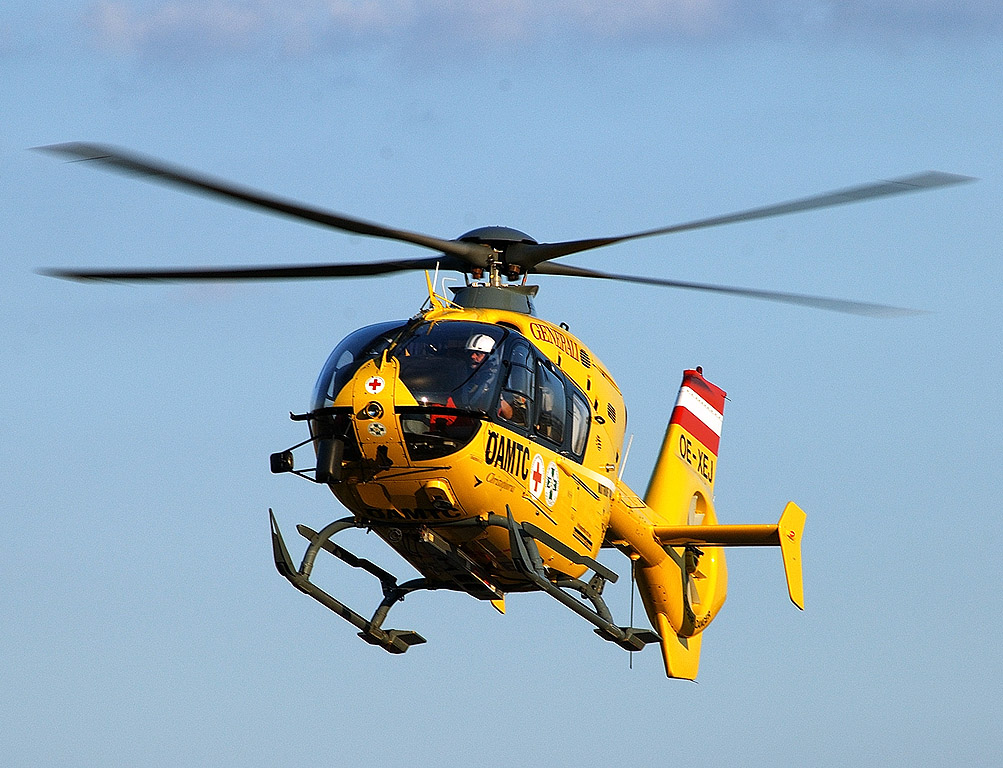
طائرة إسعاف في النمسا
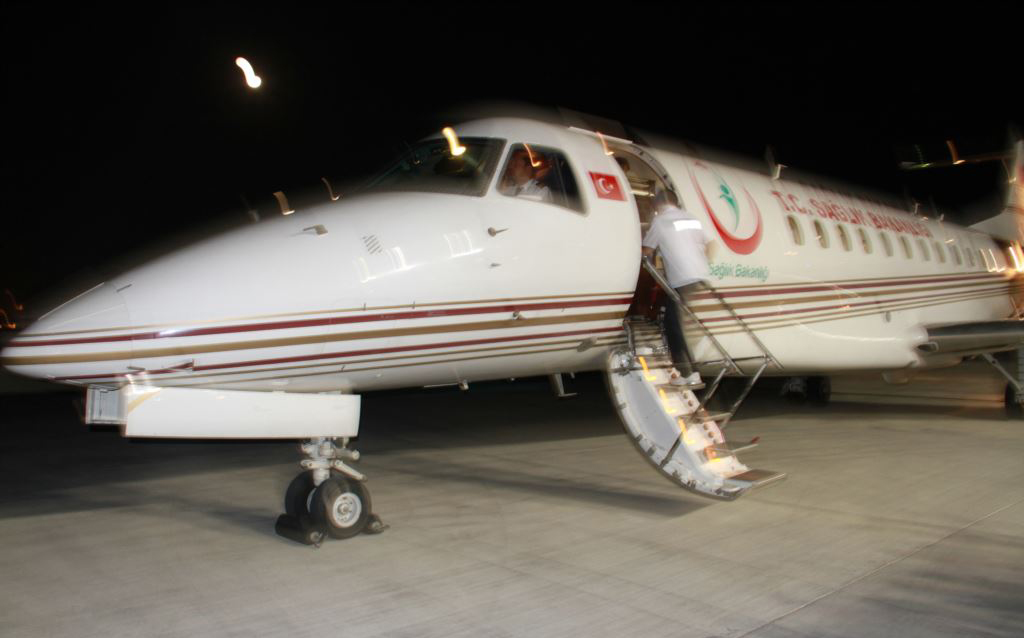
طائرة إسعاف في تركيا
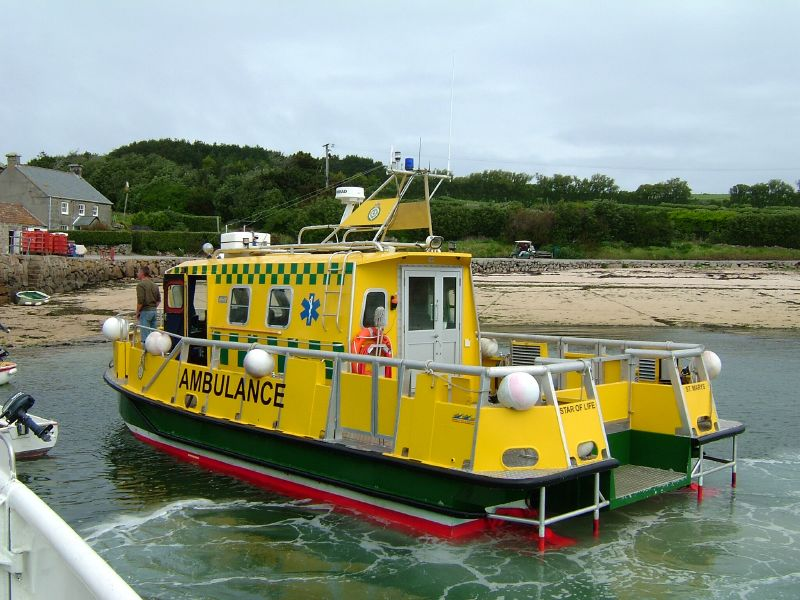
إسعاف بحري
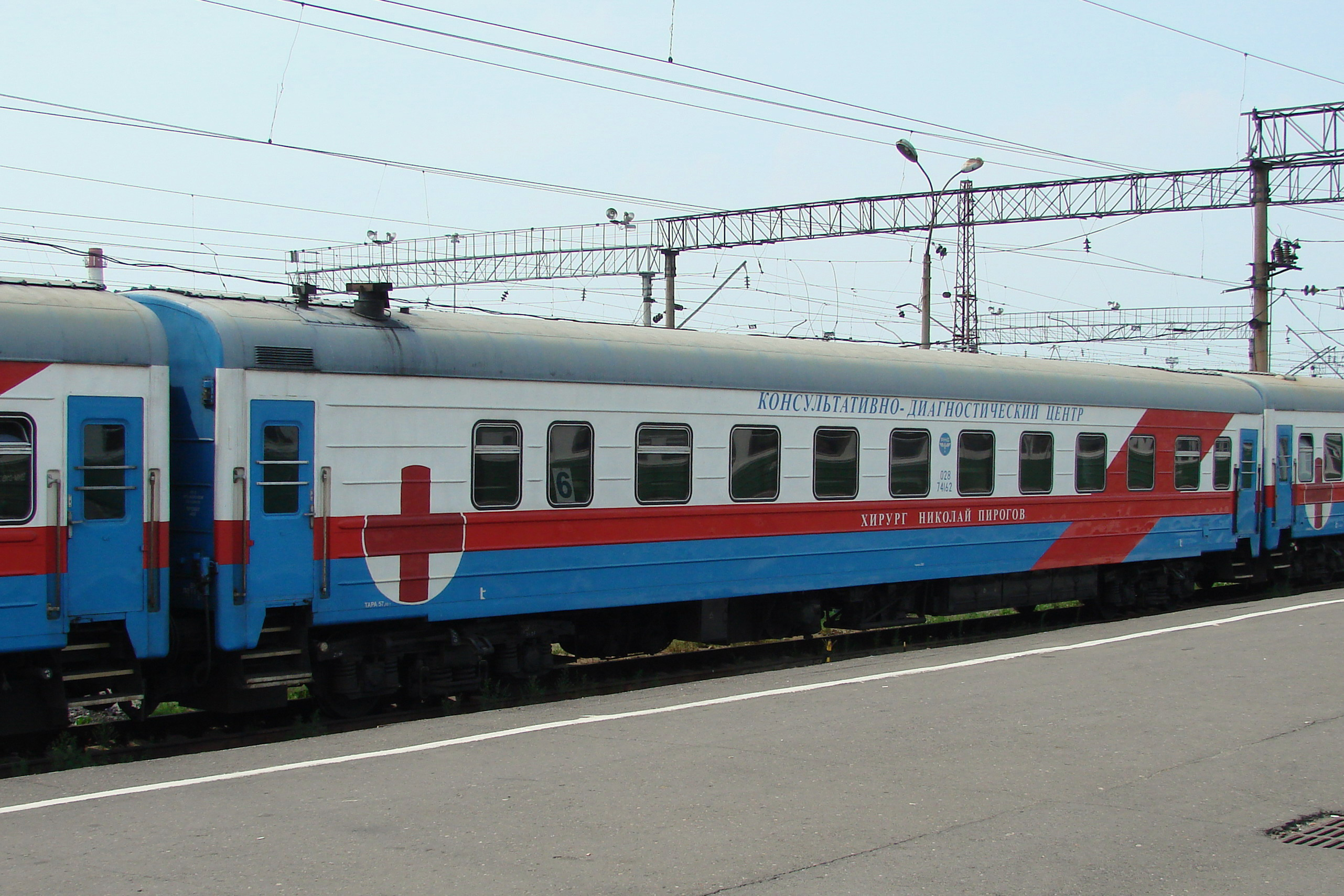
قطار المستشفى الروسي

## تصميم وصناعة مركبات الإسعاف
يجب أن يأخذ تصميم مركبات الإسعاف في الاعتبار الظروف والبنية التحتية المحلية. ومن الضروري أن تتم صيانة الطرق كي تصل سيارات الإسعاف إلى مكان الحادث ثم تنقل المريض إلى المستشفى، على الرغم من امكانية استخدام مركبات الدفع الرباعي أو مركبة جميع التضاريس في المناطق الوعرة. كما يجب أن تتوافر خدمات امداد الوقود ومرافق الصيانة الضرورية للحفاظ على السيارة.

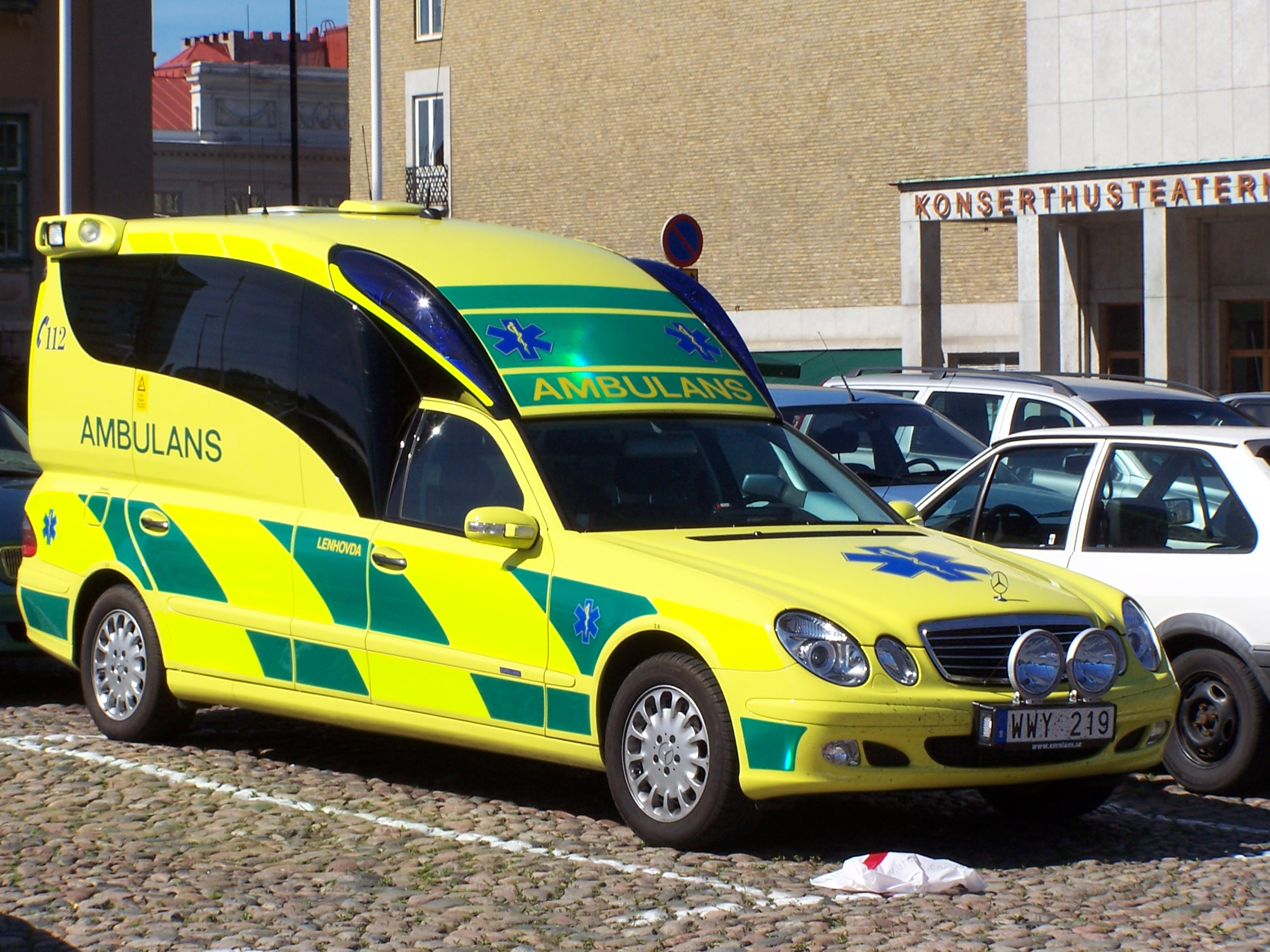
سيارة إسعاف في السويد

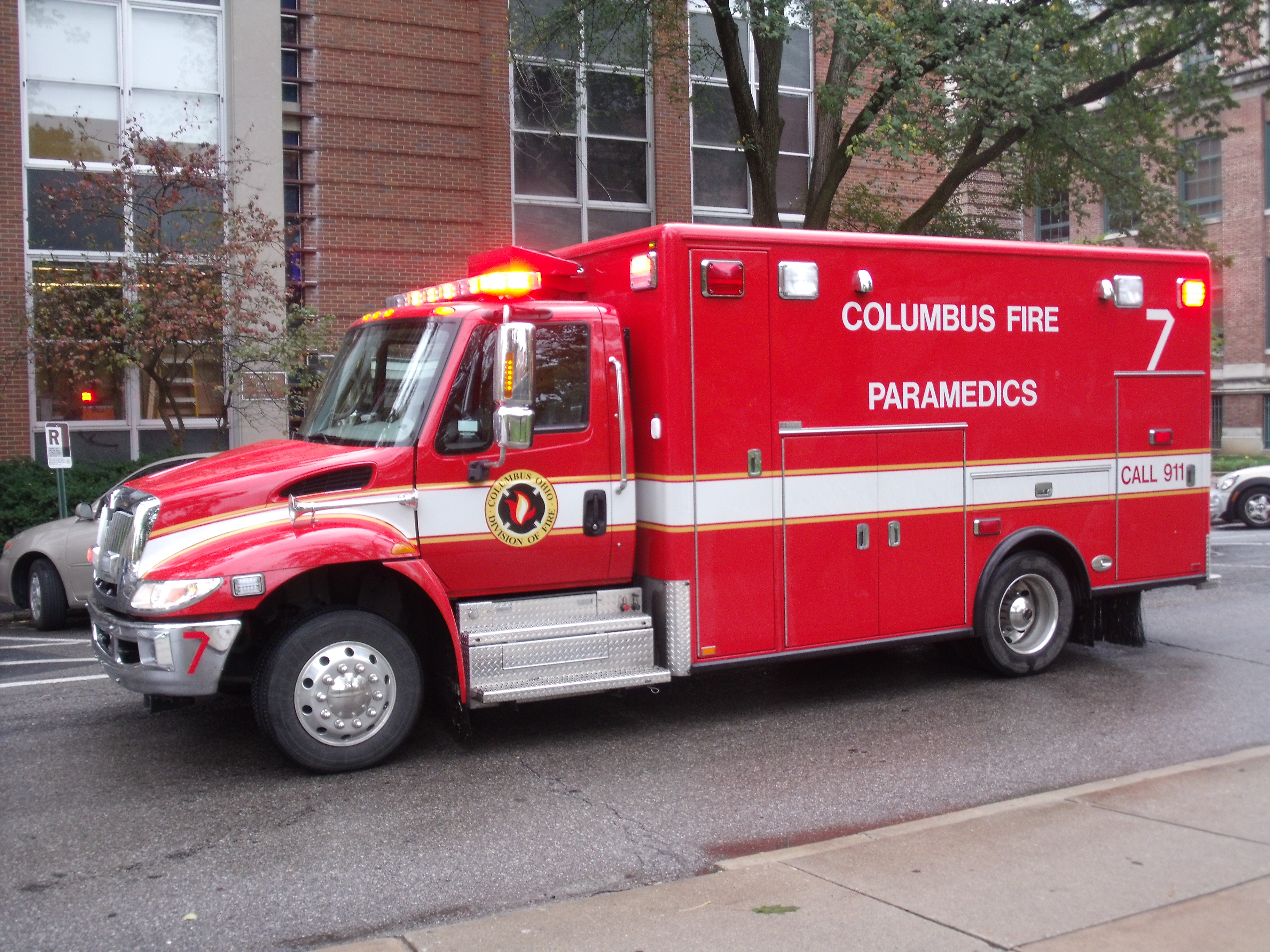
سيارة إسعاف على أساس شاحنة في الولايات المتحدة باستخدام نظام الصندوق المبني مسبقا

وتعتمد طرق الاستدعاء (مثل الهاتف) وإيفاد سيارات الإسعاف عادة على المعدات الإلكترونية والتي تعتمد في حد ذاتها على شبكة كهرباء سليمة. وبالتالي، يتم تزويد سيارات الإسعاف الحديثة بأجهزة راديو ذات اتجاهين أو هواتف خلوية لتتمكن من الاتصال بالمستشفيات، إما لإبلاغ المستشفى المناسب عن الوصول المرتقب لسيارة الإسعاف، أو في الحالات التي لا يشكل فيها الأطباء جزءًا من طاقم سيارة الإسعاف، أو للتشاور مع طبيب لتقديم بعض الدعم الطبي.
عادةً ما تصمع سيارات الإسعاف اثنان من الشركات المصنعة. تكون الشركة الأولى في كثير من الأحيان شركة مصنعة للشاحنات الخفيفة أو الشاحنات ذات الحجم الكامل (أو السيارات كما كان يحدث في السابق) مثل شركة مرسيدس بنز، وشركة نيسان موتورز وشركة تويوتا، أوشركة فورد. وتقوم الشركة الثانية (المعروفة باسم الشركة المصنعة للمرحلة الثانية) بشراء السيارة (التي يتم شراؤها في بعض الأحيان ناقصة، دون وجود جسم أو مكان خلف مقعد السائق) وتحويلها إلى سيارة إسعاف من خلال إضافة هياكل السيارات ومعدات سيارات الطوارئ والتجهيزات الداخلية. ويتم ذلك عن طريق أحد الطريقتين - إما عن طريق صانع هياكل سيارات، حيث يتم بدء التعديلات وتجهيز المركبة من الصفر، أو باستخدام نظام الوحدات، حيث يتم وضع «صندوق» مُعد مسبقًا إلى الهيكل القاعدي لسيارة الإسعاف، ثم الانتهاء من تجهيزها.
وعادة ما يتم تشغيل سيارات الإسعاف الحديثة بمحركات الاحتراق الداخلي، والتي يمكن تشغيلها بواسطة أي وقود تقليدي، بما في ذلك الديزل أو البنزين أو غاز البترول المسال، اعتمادًا على تفضيل المشغل وتوافر خيارات مختلفة. غالبا ما تستخدم المناطق الباردة المحركات التي تعمل بالبنزين، حيث يكون من الصعب استخدام الديزل في الأجواء الباردة. قد تفضل المناطق الأكثر دفئًا محركات الديزل، كما يُعتقد أنها أكثر كفاءة وأكثر دوامًا. يُفضل استخدام الديزل في كثير من الأحيان بسبب مخاوف تتعلق بالسلامة، بعد سلسلة من الحرائق التي شملت سيارات الإسعاف التي تعمل بالبنزين خلال الثمانينيات. وتُعزى هذه الحرائق في نهاية المطاف إلى ارتفاع تقلب البنزين بالمقارنة مع وقود الديزل. يمكن تحديد نوع المحرك من قبل الشركة المصنعة: في العقدين الماضيين، لم تكن شركة فورد تبيع شاحناتها إلى بعد اشتراط تحويلها لسيارات إسعاف تعمل بالديزل. وبدءا من عام 2010، بدأت شركة فورد ببيع هيكلها الإسعافي بمحرك بنزين لتلبية متطلبات الانبعاثات.

### المعايير
وضعت العديد من المناطق معايير يُفضل، أو يجب، أن تلبيها سيارات الإسعاف لتأدية دورها على أكمل وجه. قد تختلف مستويات تلك المعايير انعكاسًا لنوع المريض المتوقع أن تنقله سيارة الإسعاف، على سبيل المثال تحديد معاييرللنقل الروتيني للمرضى تختلف عن الحالات الخاصة، أو تحديد المعايير استنادًا إلى حجم السيارة.
على سبيل المثال، في أوروبا، نشرت اللجنة الأوروبية لتوحيد المعايير القياسية معايير CEN 1789، الذي يحدد الحد الأدنى من المستويات المطلوبة في في تصميم سيارات الإسعاف، بما في ذلك مقاومة الاصطدام، ومستويات المعدات، ووضع العلامات الخارجية. في الولايات المتحدة، وُضعت معايير تصميم سيارات الإسعاف منذ عام 1976، حيث يتم نشر تلك المعايير من قبل إدارة الخدمات العامة والمعروفة باسم  KKK-1822-A. وقد تم تعديل هذا المعيار عدة مرات، (الإصدار الحالي هو الإصدار'F')، والمعروف باسم KKK-1822-F، على الرغم من عدم اعتماد كب الدول لهذا الإصدار. كما نشرت الجمعية الوطنية للحماية من الحرائق أيضًا معيارًا للتصميم، NFPA 1917، والذي أخذت به بعض الحكومات عند سحب معايير KKK-1822 في عام 2015.
وصل توحيد المعايير الآن إلى البلدان التي ليس لديها تاريخ من الرموز الإرشادية، مثل الهند، التي وافقت على أول معيار وطني لبناء سيارات الإسعاف في عام 2013.

### السلامة
يتعين على سيارات الإسعاف، مثل سيارات الطوارئ الأخرى، أن تعمل في جميع أحوال الطقس، بما في ذلك الأحوال التي يختارها السائقون المدنيون للبقاء بعيدًا عن الطريق. كما أن مسؤوليات طاقم الإسعاف تجاه مريضهم غالبًا ما تحول دون استخدامهم لأجهزة السلامة مثل أحزمة الأمان. وقد أظهرت الأبحاث أن سيارات الإسعاف معرضة لحوادث تصادم السيارات مما يؤدي إلى الإصابات أو الوفاة أكثر من سيارات الإطفاء أو سيارات الشرطة، مما يعرض الراكبين غير المقيدين، ولا سيما أولئك الذين يركبون في مقصورة رعاية المرضى، للخطر بوجه خاص. وبالمقارنة مع المركبات المدنية ذات الحجم المماثل، وجدت إحدى الدراسات أن اصطدامات سيارات الإسعاف تصيب عدد أكبر من الأشخاص، مما يؤدي إلى مزيد من الإصابات. ووجدت دراسة استعادية استغرقت 11 عاما في عام 2001 أنه على الرغم من أن معظم حوادث سيارات الإسعاف حدثت أثناء عمليات الطوارئ، إلا أنها تحدث في الطرق الجافة، خلال الطقس الجيد. وعلاوةً على ذلك، يتعرض المسعفون أيضًا للخطر في سيارات الإسعاف بينما يساعدون المرضى، حيث توفي 27 مسعفًا أثناء رحلات الإسعاف في الولايات المتحدة بين عامي 1991 و2006.

### المعدات
بالإضافة إلى المعدات المستخدمة مباشرةً لعلاج المرضى، تُزود سيارات الإسعاف بمجموعة من المعدات الإضافية التي تستخدم من أجل تسهيل رعاية المرضى. ويمكن أن يشمل ذلك:
- راديو ذات اتجاهين - واحدة من أهم المعدات المستخدمة في الخدمات الطبية الطارئة الحديثة لأنها تسمح بإصدار الوظائف إلى سيارة الإسعاف، وتسمح للطاقم بتمرير المعلومات إلى المراكز الرئيسية أو المستشفى، فعلى سبيل المثال، يعتبر إبلاغ المستشفى بالوصول الوشيك للمريض من أولويات  ASHICE (اختصار مستخدم في الخدمات الطبية الطارئة).[33][34] في الآونة الأخيرة، تحولت العديد من الخدمات في جميع أنحاء العالم من استخدام الترددات المتناظرة تردد فوق العالي(تردد فوق العالي)/تردد جد عالي(تردد جد عالي) لتقليدية، والتي يمكن رصدها خارجيا، إلى أنظمة رقمية أكثر أمنا، مثل تلك المعمول بها في نظام النظام العالمي للإتصالات المتنقلة، مثل شبكة التترا TETRA.[51]
- محطة البيانات المتنقلة - تم تجهيز بعض سيارات الإسعاف بمحطات البيانات المتنقلة، والتي يتم توصيلها لاسلكيًا إلى جهاز كمبيوتر مركزي، وعادةً ما تكون في مركز التحكم. ويمكن لهذه المحطات أن تعمل بدلا من أو إلى جانب الراديو ذي الاتجاهين، ويمكن استخدامها لتمرير تفاصيل الوظائف لطاقم الإسعاف، وتسجيل وقت وصول الإسعاف للمريض وغادرة موقع الحادث أو القيام بأي أنشطة تتطلب استخدام الكمبيوتر.[52]
- شاشات جمع الأدلة - يتم الآن تجهيز بعض سيارات الإسعاف بكاميرات فيديو تستخدم لتسجيل الأحداث سواء داخل السيارة أو خارجها. كما يمكن تزويدها بمرافق تسجيل الصوت. ويمكن استخدام ذلك كشكل من أشكال الحماية من العنف للعاملين بطاقم الإسعاف،[53] أو في بعض الحالات (اعتمادا على القوانين المحلية) لإثبات أو دحض الحالات التي يتهم فيها أحد أفراد الطاقم بسوء التصرف.
- الرافعة - يمكن تزويد سيارات الإسعاف برافعة لتسهيل تحميل المريض دون الاضطرار إلى القيام بأي مجهود بدني. يستلزم استخدام تلك الرافعة بشكل خاص عندما يكون المريض سمينًا أو عند الحاجة لتقديم الرعاية المتخصصة التي تتطلب معدات ضخمة كبيرة مثل حاضنة حديثي الولادة أو أسرة المستشفيات. قد تكون هناك أيضًا معدات مرتبطة بتلك الروافع مثل الروافع المصممة خصيصًا لسحب المرضى ثقيلي الوزن إلى السيارة.[54]
- إضاءة الصدمة - بالإضافة إلى الإضاءة العادية، يمكن تزويد سيارات الإسعاف بإضاءة خاصة (غالبا ما تكون زرقاء أو حمراء) يتم استخدامها مع المرضى ذوي الحساسية للضوء.
- تكييف الهواء - غالبًا ما تزود سيارات الإسعاف بنظام تكييف هواء لمنطقة العمل منفصل عن المستتخدم في الكابينة. يساعد هذا على الحفاظ على درجة حرارة مناسبة للمرضى، كما يمكن أن يقدم هذا أيضًا ميزات إضافية مثل تنقية الهواء من مسببات الأمراض المحمولة جوًا.
- مسجلات البيانات - غالبا ما توضع في سيارات الإسعاف لتسجيل معلومات مثل سرعة السيارة، وقوة الكبح والوقت، وتفعيل التحذيرات الطارئة النشطة مثل الأضواء وصفارات الإنذار، فضلاً عن استخدام حزام الأمان. وغالبًا ما تستخدم هذه بالتنسيق مع وحدات نظام التموضع العالمي نظام التموضع العالمي.[55]

### التكنولوجية المتوسطة
تصمم سيارات الإسعاف لتلبية الظروف المحلية، في كثير من المناطق التي تفتقر إلى مستوى عالٍ من البنية التحتية، وتُصنع باستخدام التكنولوجيا المتوسطة. ويمكن أيضًا أن تكون سيارات الإسعاف المستخدمة على هيئة مقطورات، يتم سحبها بالدراجات الهوائية أو الدراجات النارية أو الجرارات أو الحيوانات. سيارات الإسعاف التي تعمل بالحيوان تكون مفيدة بشكل خاص في المناطق التي تتعرض للفيضانات. وتستخدم الدراجات النارية المزودة بسيارات جانبية (أو سيارات إسعاف الدراجات النارية)، على الرغم من أنها تخضع لبعض القيود نفسها التي تفرضها سيارات الإسعاف التقليدية على الطرقات. كما يختلف مستوى الرعاية التي تقدمها سيارات الإسعاف هذه بين مجرد توفير وسائل النقل إلى العيادة الطبية لتوفير الرعاية في الموقع والرعاية المستمرة أثناء النقل.
ويجب أن يأخذ تصميم سيارات الإسعاف المعتمد على التكنولوجيا المتوسطة في الحسبان تشغيل وصيانة سيارة الإسعاف، بالإضافة إلى تصنيعها أيضًا. قوة التصميم مهمة جدًا، وكذلك طبيعة المهارات المطلوبة لتشغيل السيارة بشكل صحيح. تولي الشركات المصنعة الآن أولوية عالية للعلاقة بين الفعالية والتكلفة.

## مظهر المركبات والعلامات
من المرجح جدًا أن تشارك سيارات الإسعاف الطارئة في حالات خطرة، بما في ذلك حوادث تصادم حركة المرور على الطرق، لاحتمالية حاجة مرتكبي الحادث للعلاج. لذا يتطلب من سيارات الإسعاف الوصول إلى المرضى في أسرع وقت ممكن، وفي العديد من البلدان، يتم استثنائهم من بعض قواعد المرور. على سبيل المثال، تستطيع سيارات الإسعاف الستعمال الضوء الأحمر أو استعمال لوحات إيقاف الطريق 'لإفساح الطريق'، أو تجاوز الحد الأقصى للسرعة. وبصفة عامة، يحدد المرسل أولوية الرد على المكالمة، ولكن يحدد طاقم سيارة الإسعاف أولوية العودة على أساس خطورة مرض المريض أو إصابته. يحتاج مرضى الحالات الخطرة المعرضين لفقد الحياة أو أحد الأطراف (كما هو محدد بواسطة فرز المصابين) إلى علاج عاجل من قبل العاملين الطبيين المتقدمين، وبسبب هذه الحاجة، غالبًا ما تكون سيارات الإسعاف في حالات الطوارئ مزودة بتحذيرات بصرية و/ أو صوتية مسموعة ونشطة لتنبيه مستخدمي الطريق.

### التحذيرات البصرية السلبية
التحذيرات البصرية السلبية عادةً ما تكون جزءًا من تصميم السيارة، وتشمل استخدام أنماط التباين العالي. أما سيارات الإسعاف القديمة (وتلك الموجودة في البلدان النامية) عادةً ما تزود بالأنماط المطبوعة، بينما تحمل سيارات الإسعاف الحديثة تصميم العاكس خلفي يعكس الضوء من المصابيح الأمامية للسيارات أو المصابيح. تشمل الأنماط الشائعة للتحذيرات البصرية السلبية الآتي:
- «لوحة المدقق» (وهي عبارة عن مربعات ملونة متبادلة، تسمى أحيانًا «باتنبورغ»، على اسم نوع من الكعكة)
- رأس السهام (غالبًا ما تشير رؤوس السهام- إذا كانت على الجانب- إلى الجزء الأمامي من السيارة، أو تسير عموديًا إلى الأعلى على الجزء الخلفي للسيارة)
- الشرائط على جانبي السيارة (ابتكرت شركة 3M هذا الأمر لأول مرة على شكل شريط واحد)
- بالإضافة إلى العلامات العاكسة الخلفية، بات لدى بعض مرافق الإسعاف الآن مركبات ذات ألوان ناصعة (ألوان فلورية في بعض الأحيان) أو اللون الأصفر أو البرتقالي لأقصى قدر من التأثير البصري. كما تصمم سيارات الإسعاف في بعض المناطق الآن بشكل مماثل لسيارات المطافيء لتسهيل التعرف عليها، لأن اللون الأحمر الساطع لون مذهل جدًا يناسب هذا النوع من المركبات.

نموذج آخر للتحذيرات البصرية هو كلمة الإسعاف (أو ما يقابلها في اللغة المحلية) التي تكتب بشكل عكسي على الجزء الأمامي من السيارة. وهذا يتيح للسائقين من المركبات الأخرى التعرف بسهولة أكبر على سيارة الإسعاف المقتربة في مرايا الرؤية الخلفية. قد تعرض سيارات الإسعاف اسم مالكها أو مشغلها، ورقم هاتف الطوارئ لخدمة الإسعاف.
وقد تحمل سيارات الإسعاف أيضًا شارة (كجزء من علامات الإنذار السلبية أو لا)، مثل الصليب الأحمر أو الهلال الأحمر أو البلورة الحمراء (تعرف تلك الرموز باسم الرموز الوقائية). نصت على هذه الرموز اتفاقية جنيف، وجميع الدول الموقعة عليها توافق على تقييد استخدامها إما
1. كسيارات إسعاف عسكرية
2. كسيارات الهلال الأحمر، أو الصليب الأحمر.

يعتبر استخدام تلك الرموز من قبل أي شخص أو منظمة أو وكالة أخرى مخالف للقانون الدولي. تم تصميم الرموز الوقائية للإشارة لجميع الناس (خاصة المقاتلين في حالة الحرب) إلى أن السيارات محايدة ولا يتم إطلاق النار عليها، وبالتالي فهي توفر الحماية للمصابين وإصاباتهم، على الرغم من أن هذا لل يتم الالتزام به دائمًا. في إسرائيل، استخدم ماجن دافيد أدوم، عضومنظمة الصليب الأحمرنجمة داود الحمراء، ولكن هذا لا يعترف به خارج الحدود الإسرائيلية، حيث يجب أن تستخدم الصليب أو الهلال الأحمر.
تستخدم نجمة الحياة على نطاق واسع، وقد صممها في الأصل الإدارة الوطنية لسلامة المرور على الطرق السريعة في الولايات المتحدة، لأن رمز الصليب الأحمر محمي قانونيًا من قبل القانون الوطني والقانون الدولي. وهي تشير إلى أن طاقم السيارة يمكن أن يقدم مستوى معين من الرعاية الطبية متمثلًا في النجمة ذات الستة الرؤوس.
غالبًا ما تستخدم خدمات الإسعاف ذات الأصول التاريخية مثل منظمة القديس جون وفيلق إسعاف فرسان مالطة ومنظمة مالطا الدولية صليب مالطا لتحديد سيارات الإسعاف الخاصة بهم. ويكتسي هذا الأمر أهمية خاصة في بعض البلدان مثل أستراليا، حيث تعمل منظمة القديس جون للإسعاف على خدمة مقاطعة واحدة وإقليم واحد سيارة إسعاف واحدة، بينما تستخدم جميع خدمات الإسعاف الأخرى في أستراليا اشارات أخرى مختلفة عن الصليب الأحمر المالطي.
قد تستخدم سيارات الإسعاف الخاصة بوحدات لإطفاء صليب القديس فلوريان (والذي غالبًا ما يسمى على نحو غير صحيح صليب مالطا)، حيث يستخدم هذا الصليب غالبًا كعلامة لقسم لإدارة الحرائق (القديس فلوريان هوالأب الروحي لرجال الأب الروحي لرجال الإطفاء).

## الشعارات
تتخذ شعارات سيارات الإسعاف أشكالاً ورسوماً مختلفةً التي تعرف بها منها الصليب والهلال والنجمة السداسية وغيرها.

نجمة الحياة
الصليب الأحمر
الهلال الأحمر
نجمة داود
صليب مالطا
صليب القديس فلوريان

## التحذيرات البصرية النشطة

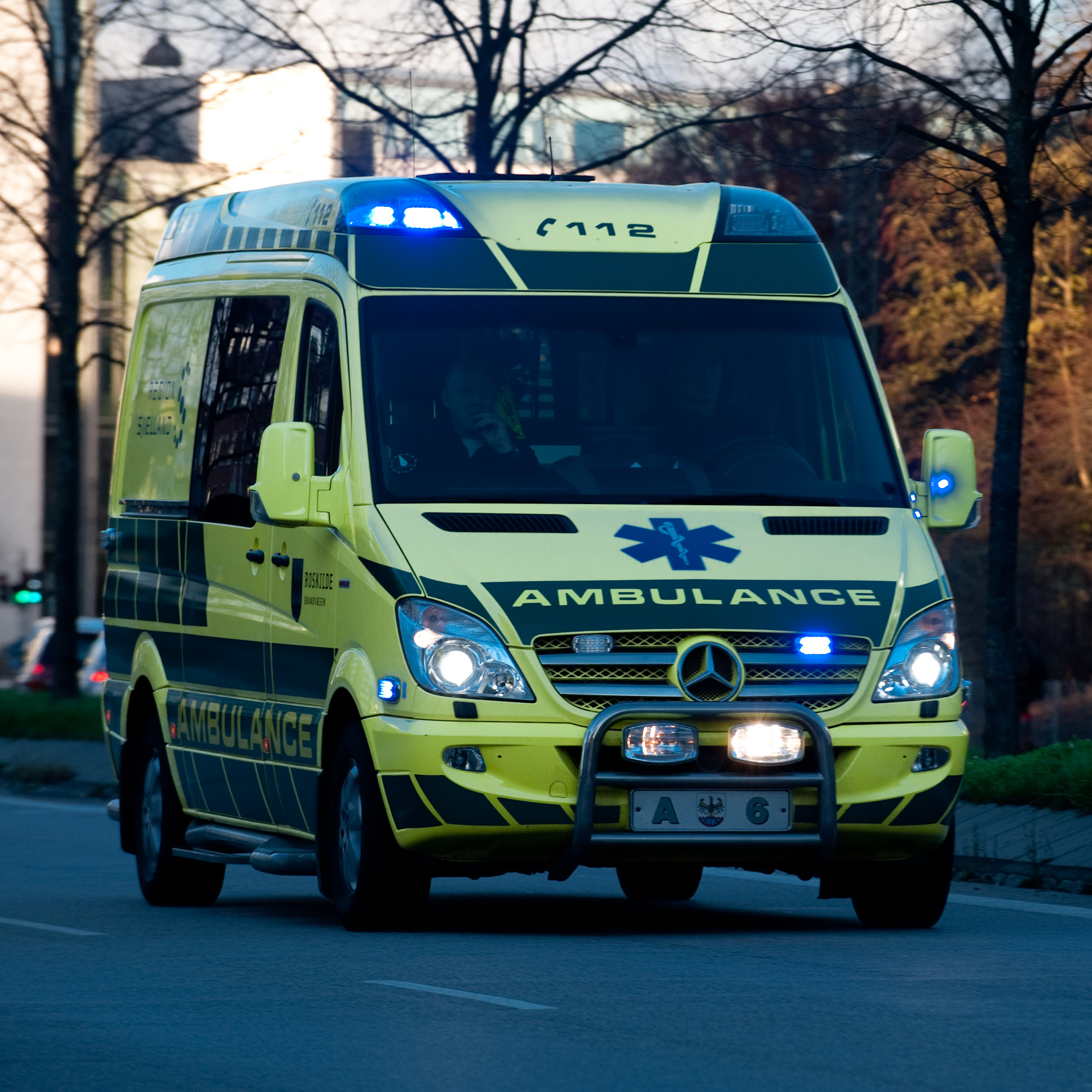
سيارة إسعاف في الدنمارك مزودة بأضواء مدمجة بالسقف، بالإضافة إلى مرآة جانبية، وشبكة وأضواء جانبية أمامية، ومصابيح لكشف الضباب.

عادةً ما تكون التحذيرات البصرية النشطة في شكل أضواء وامضة. تومض هذه الأضواء من أجل جذب انتباه مستخدمي الطريق الآخرين عند اقتراب سيارة الإسعاف، أو تقدم تحذير لسائقي السيارات المقتربين من سيارة الإسعاف على الطريق. الألوان المشتركة لإشارات الإنذار الإسعاف هي الأزرق والأحمر والأصفر العنبري، والأبيض الناصع. ومع ذلك قد تختلف الألوان حسب البلد وأحيانا حسب شركة التصنيع.
هناك العديد من التقنيات المستخدمة لتحقيق تأثير وامض. تشمل تلك التقنيات استخدام المصباح المتوهج أو الصمام الثنائي الباعث للضوء، أومصابيح الهالوجين، والأضواء القوية، والتي عادة ما تكون أكثر إشراقا من المصابيح المتوهجة. ويمكن برمجة تلك التقنيات على الإضاءة بصورة منفردة أو في مجموعات، كما يمكن برمجتها للوميض في أنماط (مثل الوميض من اليسار لليمين عند توقف سيارة الإسعاف على الجانب الأيسر من الطريق، مما يشير إلى ضرورة التزام السائقين بالجانب الآخر- الأيمن- من الطريق (بعيدًا عن سيارة الإسعاف)). كما يمكن أيضًا أن تُبرمج تلك الأضواء على الإضاءة بصورة مستمرة، دون وميض، وهو مطلوب في بعض المحافظات.
قد توضع مصابيح الإنذار في معدات خاصة، مثل شريط الضوء، أو إخفائها في المصباح الأمامي عن طريق حفر ثقب في عاكس الضوء وتزويده بضوء الإنذار. قد لا تظهر هذه الأضواء الخفية حتى يتم تنشيطها. بالإضافة إلى ذلك، يمكن برمجة بعض المصابيح القياسية المجهزة بسيارات الإسعاف (على سبيل المثال المصابيح الأمامية والمصابيح الخلفية) على الوميض. ومن المعروف أن المصابيح الأمامية وامض تومض بالتناوب بصورة قوية في كل المركبات
ومن أجل زيادة السلامة، يفضل أن تغطي الإنذارات النشطة زاوية 360 درجة، مما يحسن من فرصة رؤية السيارة من جميع الجوانب. وقد يكون ذلك إلزاميًا في بعض البلدان، مثل الولايات المتحدة.
انظر أيضًا معدات سيارات الطوارئ.

### التحذيرات المسموعة
بالإضافة إلى التحذيرات البصرية، يمكن تزويد سيارات الإسعاف بتحذيرات مسموعة، تعرف أحيانا باسم صفارات الإنذار، والتي يمكن أن تنبه الناس والمركبات إلى وجود سيارة إسعاف قبل رؤيتها. كانت أول التحذيرات المسموعة عبارة عن أجراس ميكانيكية مثبتة في مقدمة أو سقف سيارة الإسعاف. معظم سيارات الإسعاف الحديثة مزودة الآن بشرائط الإنذار الإلكترونية، وتنتج مجموعة من الضوضاء المختلفة التي يمكن لمشغلي سيارات الإسعاف استخدامها لجذب المزيد من الاهتمام لأنفسهم، خاصة عند السير في تقاطع أو في حركات المرور الكثيفة.
يمكن أن تكون مكبرات صوت صفارات الإنذار الحديثة جزءا لا يتجزأ من شريط الضوء، أو مخفية للحد من الضوضاء داخل سيارة الإسعاف والتي قد تتداخل مع رعاية المرضى والاتصالات اللاسلكية. كما يمكن تزويد سيارات الإسعاف بتحذيرات مسموعة من بوق الإنذار لزيادة فعالية نظام صفارات الإنذار.
طرأ تطور حديث باستخدام نظام RDS في أجهزة الراديو بالسيارة. وقد تم تجهيز سيارة الإسعاف بمرسلات تضمين التردد FM قصيرة المدى، تم تعيينها على رمز الراديو 31، مما يشوش على أجهزة الراديو بجميع السيارات المتواجدة في نطاق سيارة الإسعاف، بطريقة تمكن المستخدم من استلام الإذاعة كع عدم قدرته على تعطيل الرسالة (كما هو الحال مع البث المرئي). وقد فُعلت هذه الميزة في كل أجهزة الراديو المستخدمة في أنظمة البث في حالات الطوارئ الوطنية، ولكن يمكن للوحدات قصيرة المدى في مركبات الطوارئ يمكن أن تستخدم تلك الوسيلة كوسيلة فعالة لتنبيه حركة المرور إلى وجودهم. ومع ذلك، فمن غير المحتمل أن يحل هذا النظام محل التحذيرات السمعية، لأنه غير قادر على تنبيه المشاة، أو الذين لا يستخدمون إذاعة متوافقة أو في حالة عدم تشغيل أجهزة الراديو.

## مزودوا الخدمة

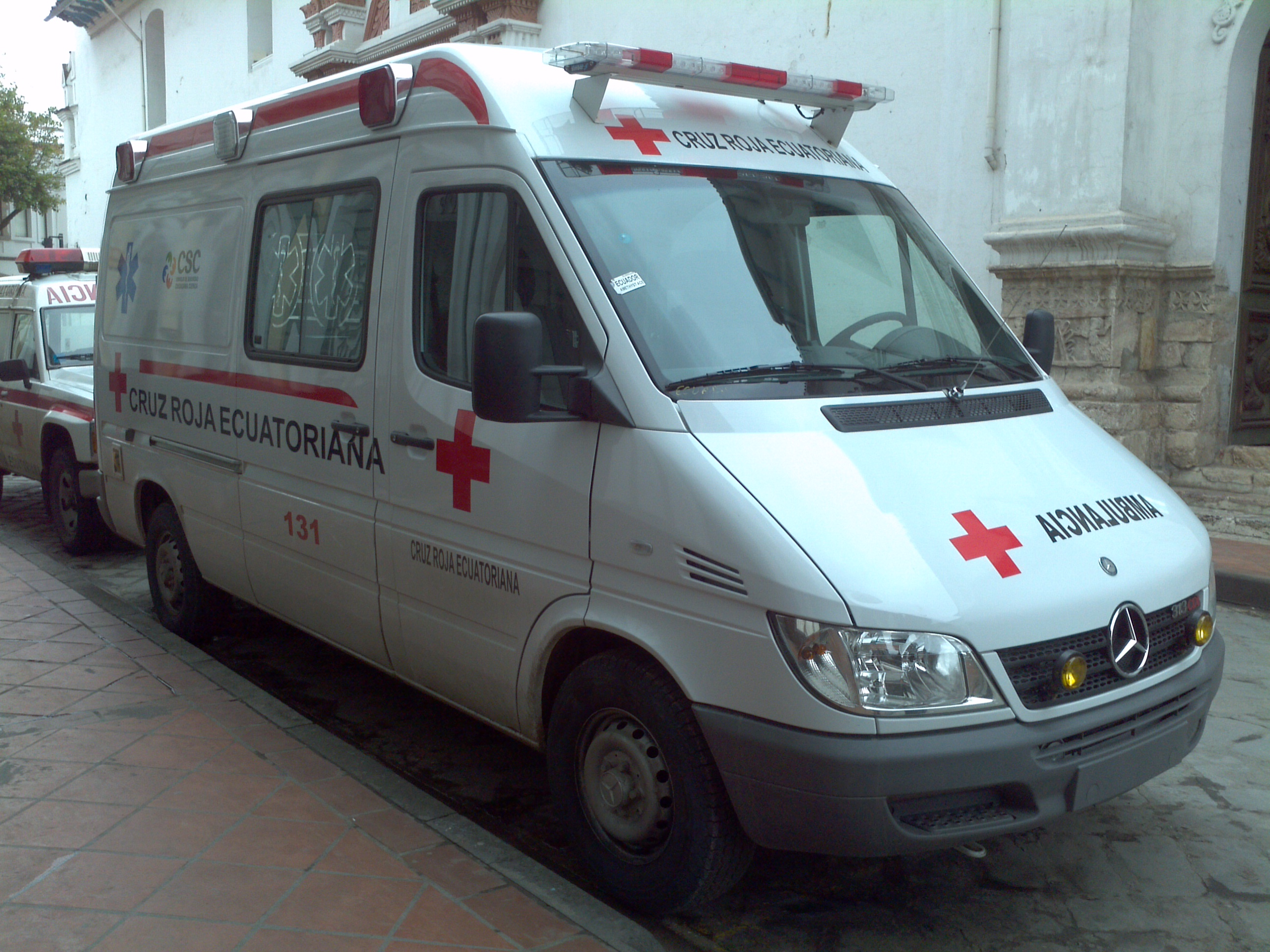
سيارة إسعاف من الصليب الأحمر الإكوادوري في كوينكا، إكوادور.

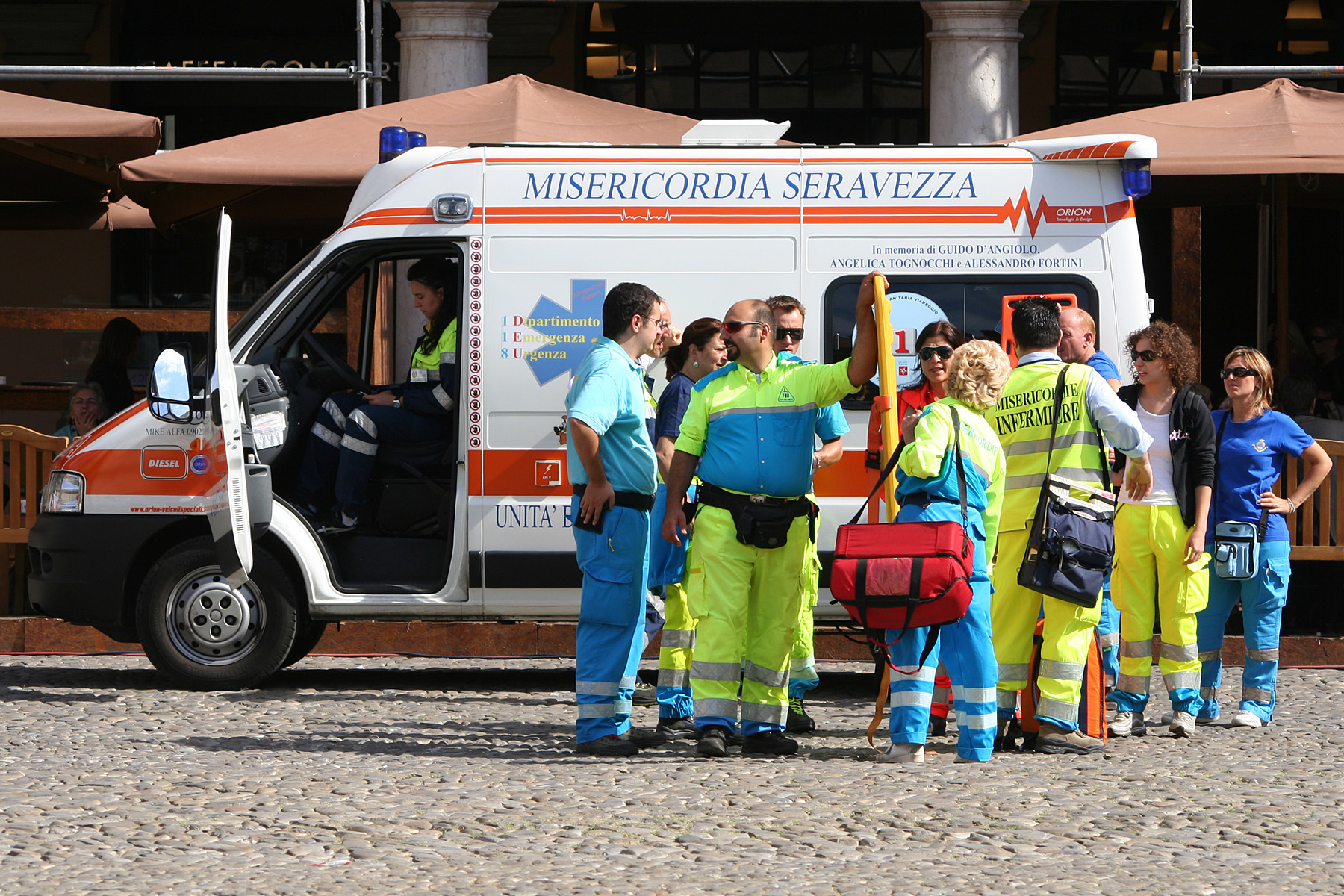
طاقم سيارة إسعاف متطوع في مودينا، إيطاليا

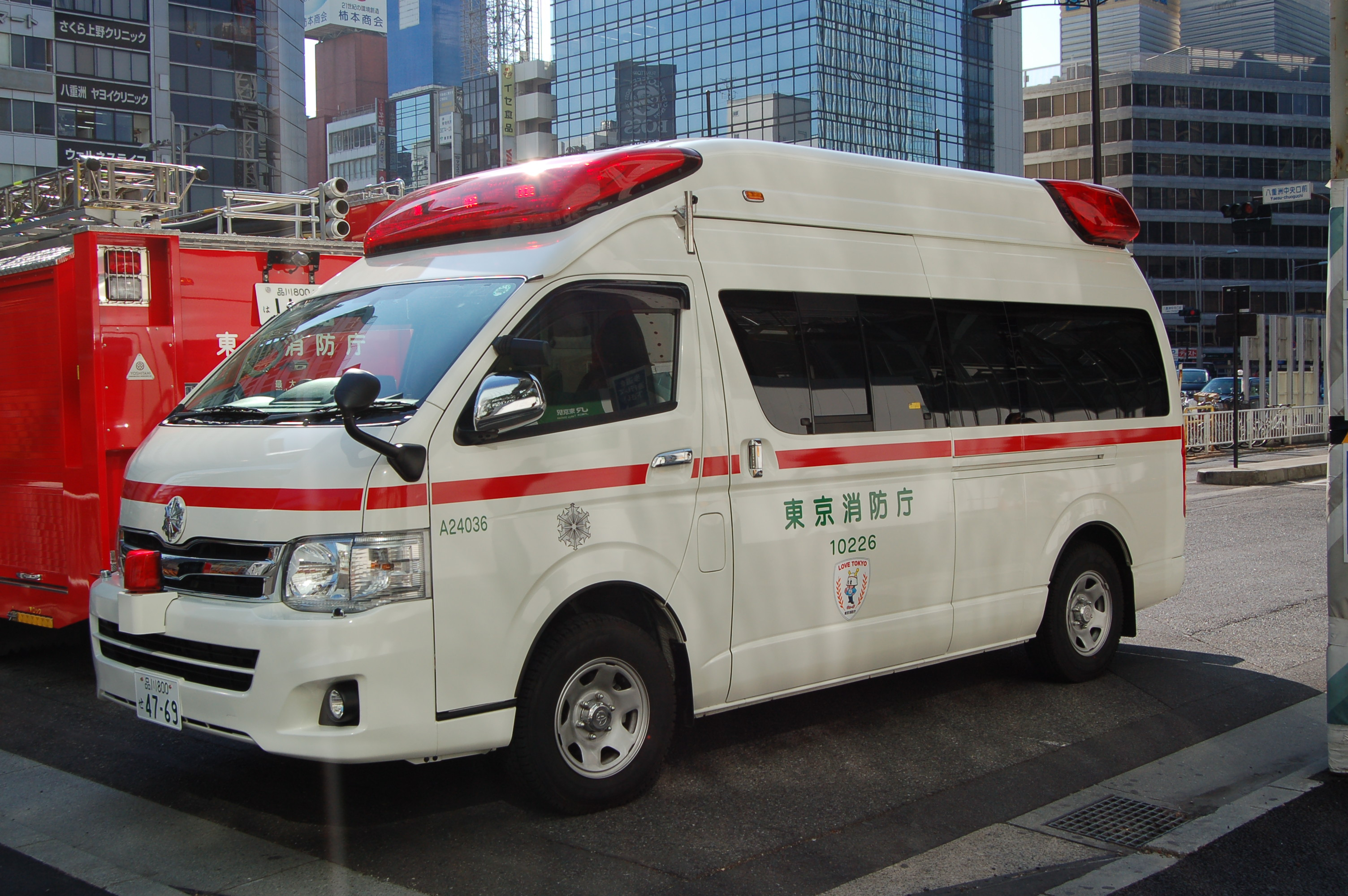
سيارة إسعاف تابعة لخدمة الإطفاء بإدارة حريق طوكيو.

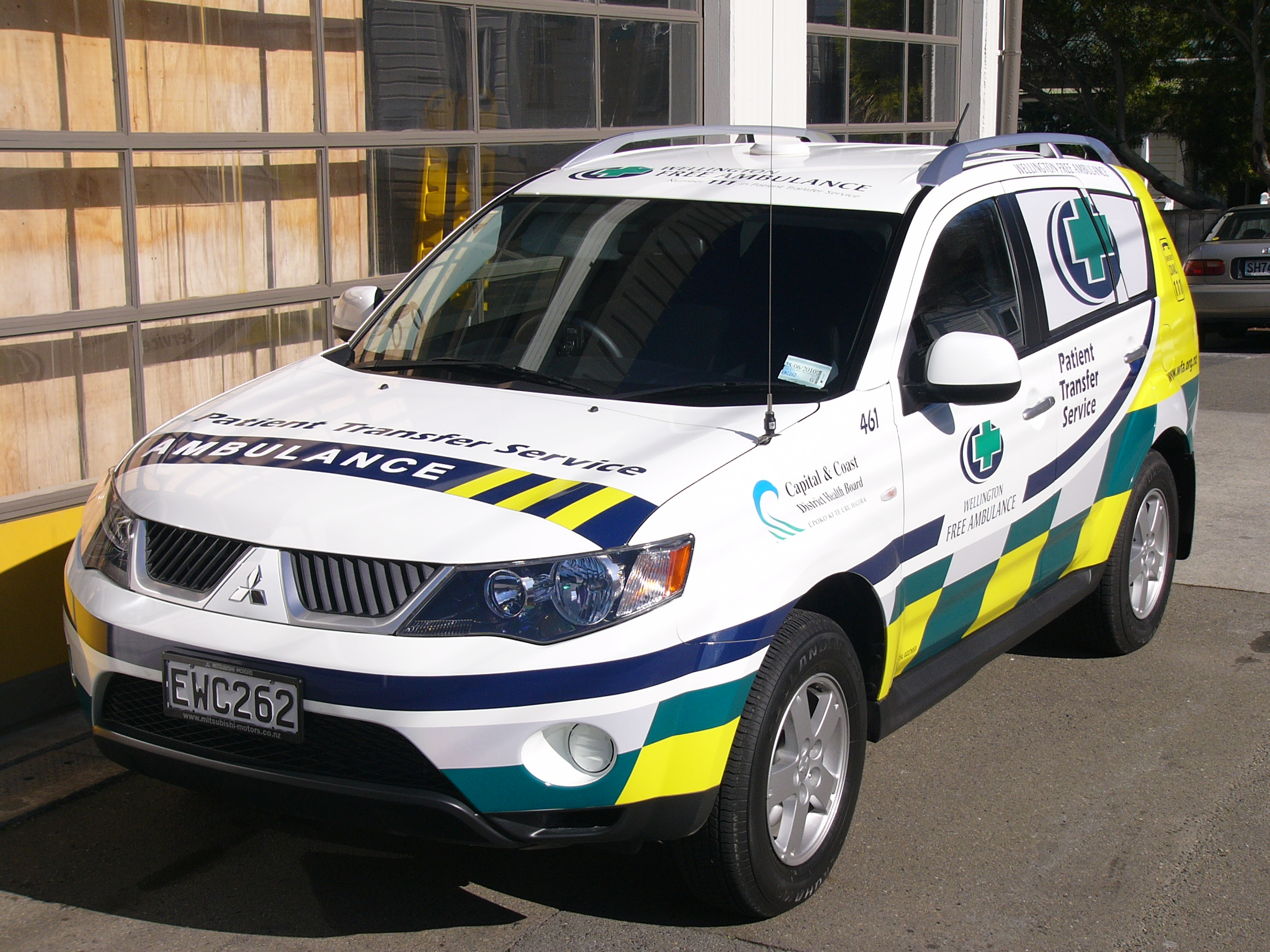
سيارة إسعاف لنقل المرضى الغير مهددة حياتهم من نيوزيلندا.

تنظم بعض البلدان هذه الصناعة عن كثب (وقد تتطلب مؤهلات ذات مستوى معين يؤهلها لتلك الوظيفة)، في حين يسمح البعض الآخر باختلافات واسعة جدا بين أنواع المصنعين.
- خدمة الإسعاف الحكومية - تعمل سيارات الإسعاف تلك بشكل منفصل- وإن كانت تتعاون معها- عن خدمات الحرائق والشرطة في المنطقة (تُمول سيارات الإسعاف تلك من قبل الحكومة المحلية أو الوطنية. وفي بعض البلدان، لا تتواجد إلا في المدن الكبرى، في حين تعتبر جميع سيارات الإسعاف في حالات الطوارئ في بعض البلدان مثل المملكة المتحدة تقريبا جزء من النظام الوطني تحت إشراف هيئة الخدمات الصحية الوطنية (المملكة المتحدة).[74] في كندا، عادةً ما يتم تشغيل خدمات الإسعاف من قبل البلديات المحلية أو الوكا الت الصحية الإقليمية ككيان منفصل عن خدمات الحرائق أو الشرطة.
- خدمات الأسعاف المرتبطة بوحدات الإطفاء أو الشرطة - في بعض البلدان مثل الولايات المتحدة واليابان وهونغ كونغ وفرنسا تستخدم سيارات الإسعاف تحت إشراف خدمة الحريق أو الشرطة المحلية، وبصورة أكثر شيوعًا تستخدم تحت إشراف خدمة الحريق بسبب المكالمات المتداخلة. ينتشر هذا الأمر بشكل خاص في المناطق الريفية، حيث يعتبر الحصول على خدمة منفصلة شيئًاغير فعال من حيث التكلفة، أو عن طريق تفضيل الخدمة كما هو الحال في لوس أنجلوس حيث تفضل القوات المسلحة التعامل مع جميع أنواع طب الطوارئ. في بعض الحالات يمكن أن يؤدي ذلك إلى إصابة أو تلف مركبة أخرى غير سيارة الإسعاف، مثل سيارة الإطفاء.
- خدمة الإسعاف التطوعي - يتوافر لدى المؤسسات الخيرية أو المؤسسات غير الهادفة للربح سيارات إسعاف، سواء في حالة الطوارئ أو لنقل المرضى. قد يكون هذا على غرار خطوط تطوع شركات الإطفاء، وتوفير تلك الخدمة الضرورية للمنطقة، وتكون مملوكة إما المجتمع أو أحد القطاعات الخاصة. ويمكن وضع تلك السياؤات تحت إشراف أحد أقسام الإطفاء التطوعية حيث يقدم المتطوعون كلا الخدمتين. تركز بعض الجمعيات الخيرية على توفير سيارات الإسعاف للمجتمع، أو لتغطية بعض المناسبات الخاصة (كالرياضة وغيرها). تقدم الحركة الدولية للصليب الأحمر والهلال الأحمر هذه الخدمة في جميع أنحاء العالم كعمل تطوعي.[75] (وفي غيرها كخدمة إسعاف خاصة)، كما تفعل منظمات أخرى مثل منظمة القديس جون[76] للإسعاف وفيلق سيارات الإسعاف التابع لمنظمة فرسان مالطة.[77] تقدم سيارات الإسعاف التطوعية هذه الدعم لطواقم الإسعاف الأخرى أثناء حالات الطوارئ. وفي بعض الحالات، يجوز للجمعيات الخيرية استخدام موظفين مدفوعين الأجر إلى جانب المتطوعين لتشغيل خدمة الإسعاف، كما يحدث في بعض أجزاء أستراليا وأيرلندا ونيوزيلندا.
- خدمة الإسعاف الخاصة - هي شركات تجارية العادية توظف الموظفين بأجر، ولكنها توثق في كثير من الأحيان عقد مع الحكومة المحلية أو الوطنية. قد لا توفر الشركات الخاصة سوى العناصر اللازمة لنقل المریض وبعض الرعایة في في مركبات الإسعاف (أي النقل غیر الممتد أو النقل الإسعافي)، ولكن في بعض الأماكن، یتم التعاقد معھم لتقدیم الرعایة في حالات الطوارئ أو لتشكیل استجابة «الطبقة الثانیة». في العديد من المناطق تغطي الخدمات الخاصة جميع وظائف النقل في حالات الطوارئ في حالة عدم توفير الحكومات لهذه الخدمة. شركات مثل فالك، وأكاديان للإسعاف، والاستجابة الطبية الأمريكية هي واحدة من أكبر الشركات التي توفر هذه الخدمات. ويمكن لهذه المنظمات أيضًا أن تقدم خدمات تعرف باسم «الوقوف الاحتياطي» في المواقع الصناعية أو المناسبات الخاصة.[78] واعتبارًا من أبريل 2011، كان لزامًا على جميع خدمات الإسعاف الخاصة في المملكة المتحدة أن توثق في لجنة الجودة والرعاية. تعمل خدمات الإسعاف الخاصة في كندا على نقل الحالات غير الطارئة أو للاستخدام الخاص فقط.
- خدمة الطوارئ المجمعة - هي وكالات تقدم خدمة الطوارئ بشكل شامل، ويمكن العثور عليها في أماكن مثل المطارات أو الكليات والجامعات الكبيرة. وتتمثل سماتها الرئيسية في تدريب جميع الموظفين ليس فقط في مجال الرعاية الطارئة، ولكنها تدرب رجال الإطفاء ورجال الشرطة أيضًا. يمكن العثور عليها في البلدات والمدن الصغيرة، حيث لا يتطلب الحجم أو الميزانية خدمات منفصلة. تسمح تلك الخدمات متعددة الوظائف بتحقيق الاستفادة القصوى من الموارد أو الميزانيات المحدودة، كما أنها توفر فريق مخصص للاستجابة لأي حالة طارئة.
- خدمات الإسعاف التابعة للمستشفى - قد توفر المستشفیات خدمة الإسعاف الخاصة بھا كخدمة للمجتمع، أو في حالة عدم وجود امكانية الاعتماد علی خدمات الإسعاف أو تحمل نفقاتها. ويعتمد استخدام تلك الخدمة على امكانيات المستشفى الموفرة للخدمة.
- سيارات الإسعاف الخيرية - يتم تقديم هذا النوع الخاص من سيارات الإسعاف من قبل مؤسسة خيرية لغرض أخذ الأطفال المرضى أو البالغين في رحلات أو إجازات بعيدا عن المستشفيات أو دور الرعاية حيث يتم تقديم الرعاية على المدى الطويل. ومن الأمثلة على ذلك مشروع «جومبولانس» في المملكة المتحدة.[12]
- إسعاف الشركات- العديد من المصانع الكبيرة والمراكز الصناعية الأخرى مثل المصانع الكيماوية ومصانع البترول ومصانع الجعة والتقطير لديها خدمات الإسعاف التي يقدمها أرباب العمل كوسيلة لحماية مصالحهم ورفاهية موظفيهم. وكثيرا ما تستخدم هذه المركبات كمركبات استجابة أولى في حالة نشوب حريق أو انفجار.

## التكاليف
يمكن دفع تكلفة ركوب سيارة الإسعاف من عدة مصادر، وهذا يتوقف على نوع الخدمة المقدمة، من قبل من، وإلى من.
- الخدمة الممولة من الحكومة - تتحمل الحكومة المحلية أو الإقليمية أو الوطنية كامل تكاليف النقل أو معظمها (من خلال الضرائب العادية).[79]
- الخدمة الممولة من القطاع الخاص - يتم دفع تكاليف النقل بواسطة سيارة الإسعاف من قبل المريض نفسه، أو من خلال شركة التأمين الخاصة بهم. قد يكون هذا في نقطة الرعاية (أي يجب أن يتم الدفع أو الضمان قبل العلاج أو النقل)، على الرغم من تشكيل تلك الطريقة مشكلة مع المصابين بجروح خطيرة، أو غير القادرين على تحمل مثل تلك التكاليف، أو عن طريق نظام الفوترة في وقت لاحق.
- خدمة ممولة من مؤسسة خيرية - يمكن توفير خدمات النقل بواسطة سيارات الإسعاف مجانًا للمرضى من قبل المؤسسات الخيرية، على الرغم من أنه قد يتم السعي للحصول على تبرعات مقابل الخدمات التي يتم تلقيها.[80]
- الخدمات الممولة من المستشفى - قد توفر المستشفيات خدمة الإسعاف مجانًا، بشرط أن يستخدم المرضى خدمات المستشفى (التي قد تضطر لدفع ثمنها).[81]

## الطاقم

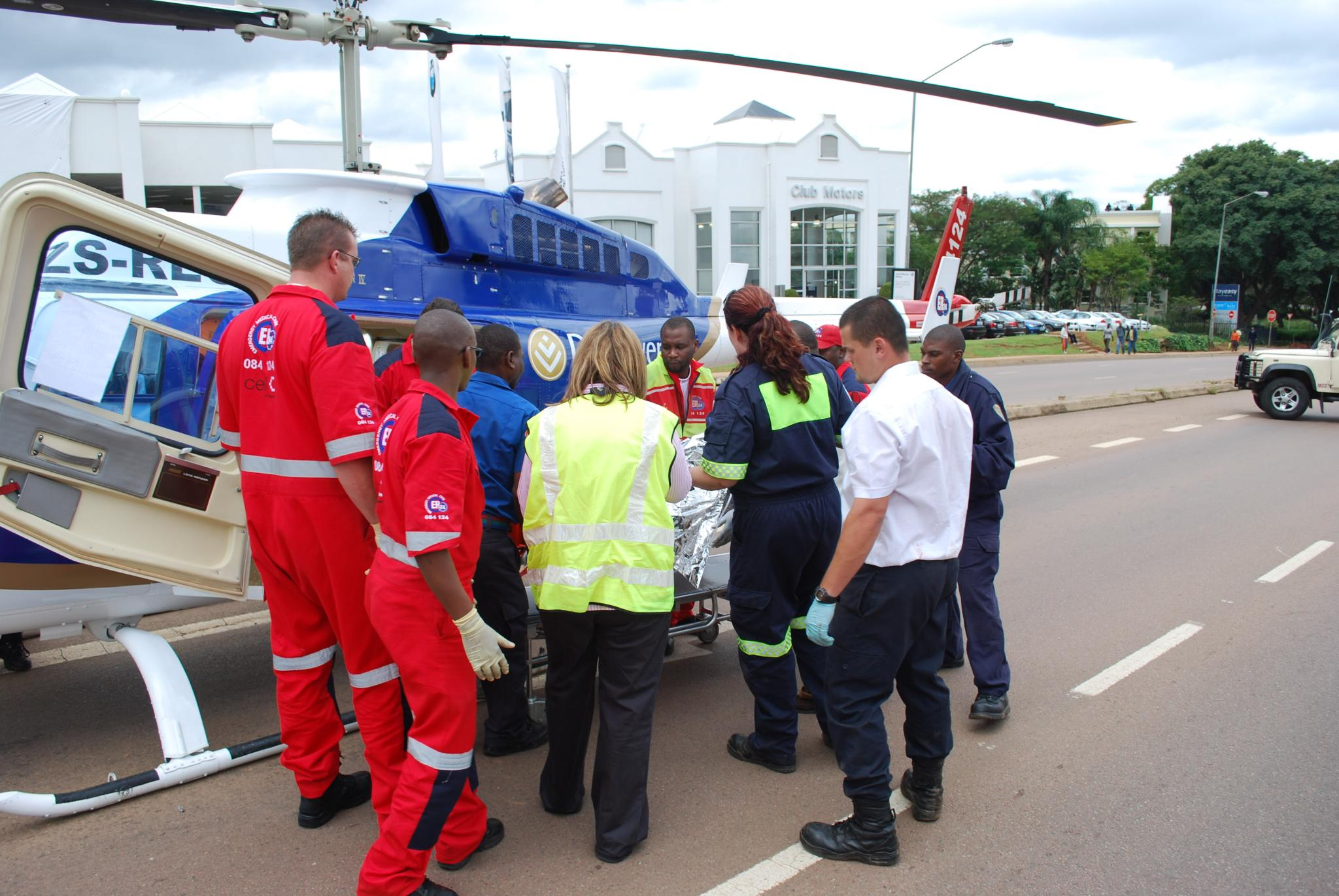
مساعدة أفراد طاقم الإسعاف المختلفين على حمل مريض في سيارة إسعاف في بريتوريا

توجد مستويات مختلفة من المؤهلات التي قد يحملها طاقم سيارة الإسعاف، من عدم امتلاك أي مؤهل رسمي لوجود طبيب مؤهل بالكامل على متن الطائرة. معظم خدمات الإسعاف تتطلب وجود اثنين على الأقل على متن كل سيارة إسعاف (واحدة لقيادة، واحد لحضور المريض)، على الرغم من احتمالية قدوم سيارات الاستجابة ذات العضو الوحيد مدعومًا بسيارة إسعاف مزدوجة الطاقم. قد يكون الأمر هو أن فقط المصاحبة تحتاج إلى أن تكون مؤهلة، والسائق قد لا يكون لديه التدريب الطبي. في بعض المواقع، قد يكون طواقم الإسعاف دعم الحياة المتقدمة من قبل واحد مسعف واحد.
المؤهلات المشتركة طاقم الإسعاف هي:
1. المستجيب الأول - الشخص الذي يصل أولًا في مكان الحادث،[82] والذي تتمثل مهمته في توفير الرعاية الحرجة في وقت مبكر مثل الإنعاش القلبي الرئوي أو باستخدام جهاز خارجي لوقف رجفان القلب. قد يتم إرسال المستجيبين الأوائل من قبل خدمة الإسعاف، أو أحد المارة، أو يمكن إرساله إلى مكان الحادث بواسطة وكالات أخرى، مثل الشرطة أو إدارات مكافحة الحرائق.
2. سائق سيارة الإسعاف - تستخدم بعض الهيئات الإسعافية موظفين لا يحملون مؤهلات طبية (أو شهادة إسعافات أولية فقط) تتمثل مهمتهم في نقل المرضى من مكان لآخر. في بعض هيئات الإسعاف في حالات الطوارئ، یشیر ھذا المصطلح إلی مقدمي خدمات الإسعاف المؤھلین مما یعني أنھم لا یؤدون أي وظائف ولكنھم یقودون، علی الرغم من أن هذا الشخص قد یكون مقبولاً لنقل المرضی أو القيام ببعض العملیات المجتمعیة. وفي بعض المناطق، يقوم هؤلاء السائقون بدراسة شبكة الطرق المحلية لتحسين أداء الخدمة، حيث قد يتم حظر استخدام بعض الطرق البرية، ويجب على السائق أن يعرف طريقًا آخر لنقل المريض من أو إلى المستشفى. كما يقوم السائق بجمع تقارير حالة الطقس وحالة المرور المحلية قبل وبين حالات الطوارئ. كما يتم تدريبهم على استخدام الراديو ومعرفة أين يتم تخزين اللوازم الطبية في سيارة الإسعاف.
3. مساعد رعاية الإسعاف - لدیھم مستویات مختلفة من التدریب في جمیع أنحاء العالم، ولكن ھؤلاء الموظفون عادةً ما یُطلب منه أداء واجبات نقل المریض فقط (والتي یمكن أن تشمل حالات النقل على النقالة أو الكرسي المتحرك)، بدلًا من الرعایة الحادة.[83] اعتمادًا على مقدم الخدمة، قد يتم تدريبهم على الإسعافات الأولية أو مهارات متعددة مثل استخدام مزيل الرجفان الخارجي الآلي، والعلاج بالأكسجين وغيرها من الإجراءات المنقذة للحياة أو مهارات الرعاية تلطيفية. كما يمكن أن يأخذ هؤلاء المساعدون دور المسعف في حالة عدم توافر وحدات أخرى، أو عند مرافقته لفني مؤهل بالكامل أو مسعف.
4. مساعد الرعایة في حالات الطوارئ / العاملین في مجال الرعایة في حالات الطوارئ -هؤلاء الأفراد هم أعضاء في سیارة الإسعاف الأمامیة التي تقود السیارات في الحالات الطارئة وغیر الطارئة إلی الحوادث. يتخلص دورهم في مساعدة الطبيب أو مساعدة الفني أو المسعف في واجباته كتقديم العقاقير، ووضع السوائل (وضعها فقط لاتحديد جرعتها)، والقيام بالملاحظات الأساسية أو إجراء رسم القلب.
5. فني الحالات الطارئة - المعروف أيضا باسم فني الإسعاف. وعادة ما يكون الفنيون قادرين على أداء مجموعة واسعة من مهارات الرعاية في حالات الطوارئ، مثل إزالة الرجفان، تثبيت العمود الفقري، السيطرة على النزيف، جبر الكسور المشتبه فيها، مساعدة المريض بتقديم بعض الأدوية، والعلاج بالأكسجين. صنفت بعض الدول هذا المصطلح إلى مستويات (كما هو الحال في الولايات المتحدة، حيث يوجد فني حالات طارئة أساسي وفني حالات طارئة متوسط).[84]
6. الممرضة المعتمدة - يمكن أن تشارك الممرضات في أعمال الإسعاف بأنفسهم، أو بمساعدة الأطباء، كما هو الحال في معظم الإسعاف الجوي حيث يتم إرسالهم في كثير من الأحيان مع أحد الفنيين أو المسعفين.[85] يتمتع الممرضون بمهارات مختلفة لرعاية المريض، وخاصةً أولئك المصابين بأمراض خطيرة أو المصابين في مواقع بعيدة عن مكان يقدم مستوى عالٍ من الرعاية الطبية مثل مراكز علاج الصدمة، أو أمراض القلب، أو السكتة الدماغية.
7. المسعف - يتمتع المسعفون بمستوى عالٍ من التدريب الطبي وعادةً ما ينطوي هذا المستوى على المهارات الأساسية التي لا يجوز للفنيين استخدامها، مثل العلاج عن طريق الوريد، والترخيص باستخدام عدد كبير من الأدوية مثل المورفين، والتنبيب الرغامي وغيرها من المهارات مثل إجراء بضع الغشاء الحلقي والدرقي.[86] وطبقًا للسلطات القضائية، يعتبر لقب «المسعف» لقبًا محميًا بواسطة القانون، مما يعرض مستخدميه دون التأهيل اللازم إلى الملاحقة الجنائية.[87]
8. طبيب الطوارئ - يعتبر هذا المستوى، الذي يسمى أحيانًا «المسعف المتقدم» في وسائل الإعلام، كحلقة وصل بين الرعاية الطارئة والرعاية الطبية الشاملة. يعتبر أطباء الطواريء مسعفين مؤهلين بالفعل[88] تم تدريبهم لاعطاء الأدوية على المدى الطويل، مثل المضادات الحيوية، فضلا عن تدريبهم على مجموعة من تقنيات التشخيص الإضافية.
9. الطبيب - يتواجد الأطباء في بعض سيارات الإسعاف - أبرزها سيارات الإسعاف الجوي،[89][90] يتمتع الأطباء بمزيد من المهارات الإضافية مثل استخدام الأدوية.

## الاستخدام العسكري

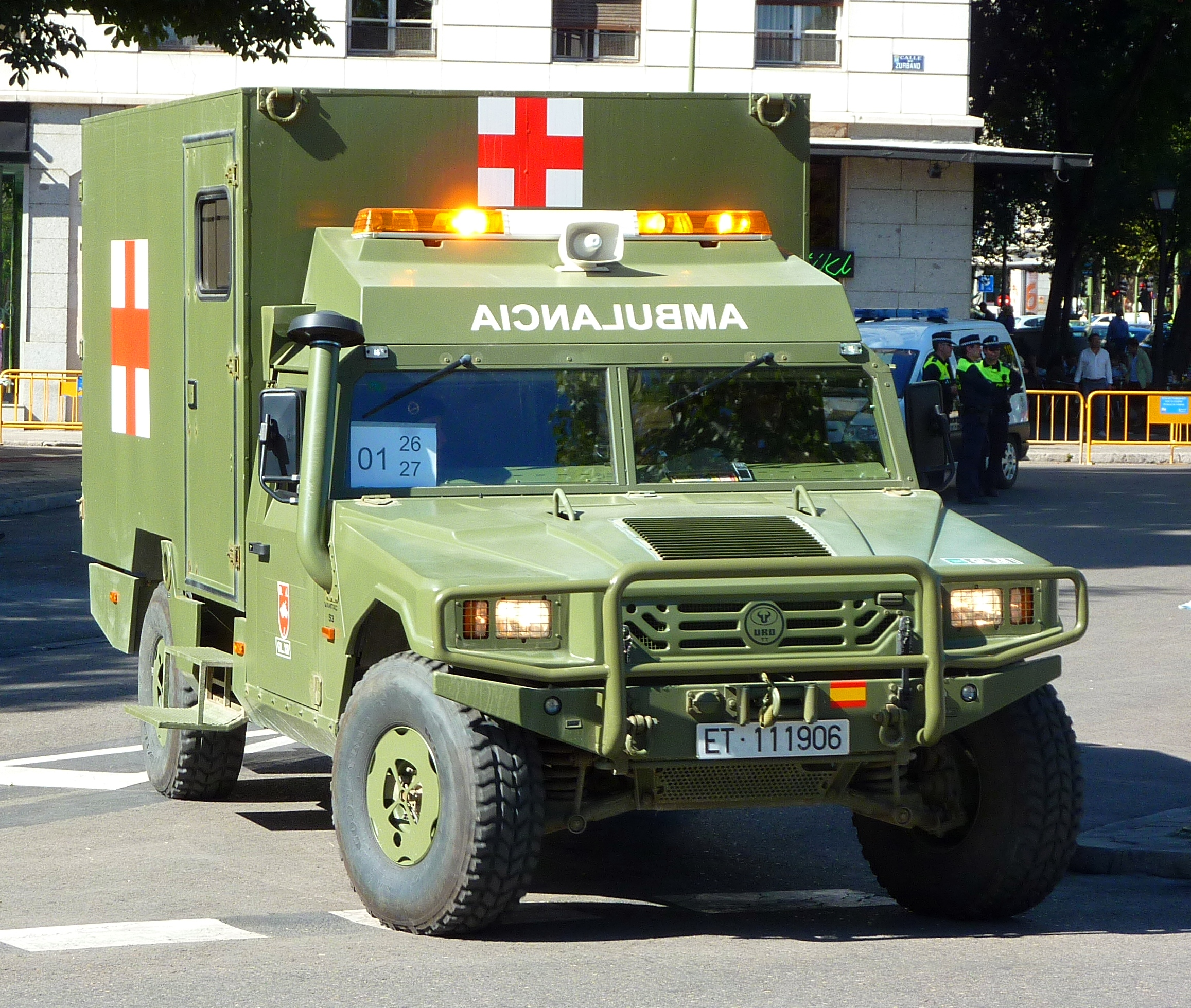
سيارة إسعاف من طراز أورو فامتاك تابعة للجيش الإسباني مزودة بالصليب الأحمر

تضمنت سيارات الإسعاف العسكرية تاريخيًا مركبات ذات تصاميم مدنية، كما تضمنت أحيانا سيارات إسعاف مدرعة، ولكنها غير مسلحة، تقوم على نفس تصميم ناقلات الجنود المدرعة. في الحرب العالمية الثانية تم استخدام سيارات الهانوماغ Sd Kfz 251  في الخدمة العسكرية كسيارات إسعاف مخصصة، وفي الآونة الأخيرة تم بناء مركبات AFVs التي تم بناؤها خصيصًا لهذا الغرض مثل سيارة الإجلاء الطبي M1133 الأمريكية لاستخدامها حصريًا كمركبة طبية مدرعة. ويمكن رسم التصاميم المدنية على أساس الألوان الملائمة، حسب الاحتياجات التشغيلية (أي التمويه للاستخدام الميداني، واستخدام اللون الأبيض لعمليات الأمم المتحدة لحفظ السلام، وما إلى ذلك). على سبيل المثال، الفيلق الطبي بالجيش الملكي البريطاني لديه أسطول من سيارات الإسعاف البيضاء، مصممة على نفس تصميم شاحنات الإنتاج. كما خدمت طائرات الهليكوبتر العسكرية كسيارات إسعاف مخصصة خصيصًا لهذا الغرض، نظرًا لفاذدتها العظيمة في عمليات الإخلاء الطبي.
بما أن قوانين الحرب تتطلب أن يتم وضع إحدى شعارات الصليب الأحمر على سيارات الإسعاف وعدم حمل أسلحة هجومية، فإن سيارات الإسعاف العسكرية غالبا ما تكون غير مسلحة. ومن الممارسات المقبولة عمومًا في معظم البلدان تصنيف الأفراد المرتبطين بالمركبات العسكرية التي تحمل علامات سيارات الإسعاف باعتبارها غير مقاتلة؛ ومع ذلك، لا يعفي هذا التطبيق دائمًا الموظفين الطبيين من القتل العرضي أو المتعمد أثناء الحروب. ونتيجة لذلك، عادةً ما يتم تدريب الأطباء والعاملين الطبيين الآخرين المُلحقين بسيارات الإسعاف العسكرية خلال التدريب العسكري الأساسي، على افتراض أنهم قد يضطرون إلى استخدام السلاح. وتسمح قوانين الحرب للأفراد العسكريين غير المقاتلين بحمل أسلحة فردية لحماية أنفسهم وحماية المصابين. وعلى الرغم من هذا، لا يسمح كثير من القادة العسكريين بتلك التدريبات لطاقم الإسعاف.

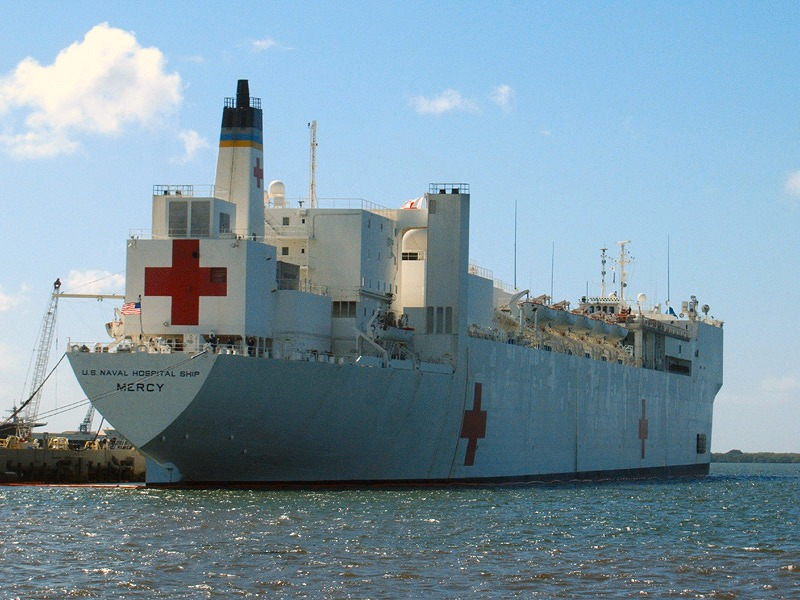
سفينة مستشفى تابعة للبحرية الامريكية

في الآونة الأخيرة، قامت إسرائيل بتعديل عدد من الدبابات الرئيسية ميركافا وتزويدها بمميزات سيارات الإسعاف من أجل السماح بإجراء عمليات الإنقاذ تحت النيران الثيفة في حرب المدن. تم إجراء التعديلات بعد محاولة إنقاذ فاشلة قتل فيها مسلحون فلسطينيون جنديين كانا يقدمان المساعدة إلى امرأة فلسطينية في رفح. وبما أن حاملات الأفراد المدرعة من طراز إم-113 وسيارات الإسعاف العادية المدرعة لا تتمتع بحماية كافية من الأسلحة المضادة للدبابات والعبوات الناسفة، تم اتخاذ القرار باستخدام مدرعات ميركافا. ويتيح الباب الخلفي للمدرعة إجلاء الجنود المصابين بجراح خطيرة. لم تقم إسرائيل بإزالة أسلحة الميركافا، مدعية أن الأسلحة كانت أكثر فعالية من الشارات، لأن المسلحين الفلسطينيين سيتجاهلون أي رموز للحماية والنار في سيارات الإسعاف على أي حال. تستخدم القوات المسلحة الأمريكية حاليًا طائرات M113 وM577 وM1133 سترايكر ناقلة جنود مدرعة مركبة الإجلاء الطبي وسيارة الإسعاف المدرعة من طراز رغ-33 كمركبات إسعاف ومركبات إجلاء، مع سعيهم لدمج مركبة الإجلاء الطبي المدرعة M2A0 المصممة حديثًا، كبديل لمركبة القتال أم 2 برادلي (المعروفة سابقًا باسم ATTV).
تقوم بعض القوات البحرية بتشغيل سفن المستشفيات التي تنتقل عبر المحيطات لتقديم المساعدة الطبية في حالات الإصابات الجسيمة مثل الحروب أو الكوارث الطبيعية. وتستوفي سفن المستشفيات هذه معايير سيارة الإسعاف (نقل المرضى أو المصابين)، على الرغم من أن قدرات سفينة المستشفى قد تكون على قدم المساواة أو تفوق مستشفى الجراحة المتنقلة للجيش. وتمشيُا مع قوانين الحرب، يمكن لهذه السفن استخدام شعارات الصليب الأحمر أو الهلال الأحمر البارزة للحصول على الحماية بموجب اتفاقيات جنيف. ومع ذلك، لم تحمي تلك الاتفاقيات سفن المستشفيات من نيران العدو.

## إعادة استخدام مركبات الإسعاف

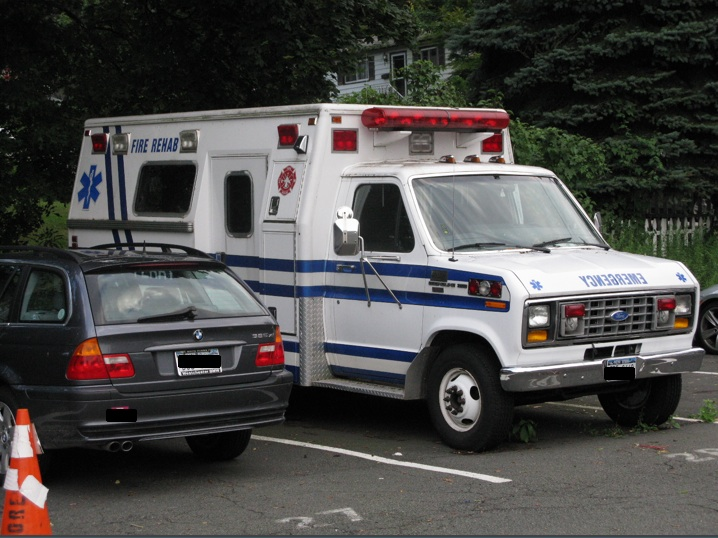
وقد تجد سيارات الإسعاف المتقاعدة إعادة استخدامها في خدمات الطوارئ الأقل تطلبا، مثل وحدة الخدمات اللوجستية.

عند خروج سيارات الإسعاف من الخدمة، يمكن إعادة استخدامها في خدمات الطوارئ الأقل تطلبًا، مثل وحدة الخدمات اللوجستية هذه.
عند خروج سيارات الإسعاف من الخدمة، يمكن التبرع بها أو بيعها لمزود خدمة إسعاف آخر.وبدلًا من ذلك، يمكن تهيئتها كي تكون مركبة تخزين ونقل المعدات لمواقع الجريمة، أو مواقع القيادة في الأحداث المجتمعية، أو مركبات الدعم، مثل الوحدات اللوجستية. أو قد يتم إزالة معدات الطوارئ الخاصة بهم ليتم بيعها إلى الشركات الخاصة أو الأفراد، الذين يمكنهم بعد ذلك استخدامها كمركبات ترفيهية صغيرة.
بدأ مجلس مدينة تورونتو مشروع «قافلة الأمل» لإعطاء سيارات إسعاف تورنتو المتقاعدة حياة ثانية من خلال التبرع بها لسكان السلفادور. وبما أن مقاطعة أونتاريو تقضي بأن تتقاعد سيارات الإسعاف بعد أربع سنوات ونصف فقط من الخدمة في أونتاريو، فإن مدينة تورونتو تقوم ببيع 28 سيارة إسعاف كل عام في المزادات.